# Chesler, Sibiu
Chesler (în germană Kesseln, Keszlen, Kessler, în maghiară Keszlér) este un sat în comuna Micăsasa din județul Sibiu, Transilvania, România. Satul este străbătut de un râu cu lungimea de 10,8 km si poarta numele localității (râul Chesler) fiind un important afluent al râului Târnava Mare. Acest sat este ca formă un sat adunat.
Prima atestare a satului este în limba maghiară în anul 1439 sub numele de Keszler. Numele satului a fost schimbat de mai multe ori deoarece germanii și ungurii nu puteau să adapteze corect, iar unele dintre nume ar fi: Kezleer, Kessel, Kesler, Kezler, Keszlér, iar in prezent Chesler. Această pronunție se face corect cu 's' apropiat de 'z' și al doilea 'e' pronunțat aproape de 'ă'. Numele satului este de origine germană, dar de-a lungul istoriei, satul a fost populat în mare parte de români. La începutul secolului XX, Chesler era cel mai populat sat din regiune, având peste 1000 de locuitori, iar apoi populația a început să scadă. În Chesler sunt predominante două religii, ortodoxă și catolică, aproximativ jumătate din oameni fiind ortodocși și cealaltă jumătate fiind catolici.
În Chesler sunt multe case locuite, care respectă stilul tradițional al zonei și al vremurilor, unele ajungând să aibă peste 100 de ani și sunt împărțite în două părți principale: zona de sus și zona de jos. Satul a cunoscut in ultima perioada o refacere deoarece mulți oameni și-au cumpărat case pe care le-au renovat sau terenuri pe care au construit noi case de vacanță, fiind o zonă foarte apreciată datorită peisajului natural deosebit și a arhitecturii tradiționale. Clădiri importante sunt: moara, cele două biserici (una ortodoxă și una greco-catolică) și școala. În sat exista un singur magazin care este deschis o dată pe săptămână.   

## Demografie
| Anul | Număr de locuitori |
| ---- | ------------------ |
| 1733 | 510                |
| 1865 | 363                |
| 1910 | 941                |
| 1911 | 854                |
| 1921 | 842                |
| 1933 | 1006               |
| 1960 | 789                |
| 1997 | 148                |
| 2010 | 69                 |
| 2011 | 59                 |
| 2021 | 47                 |

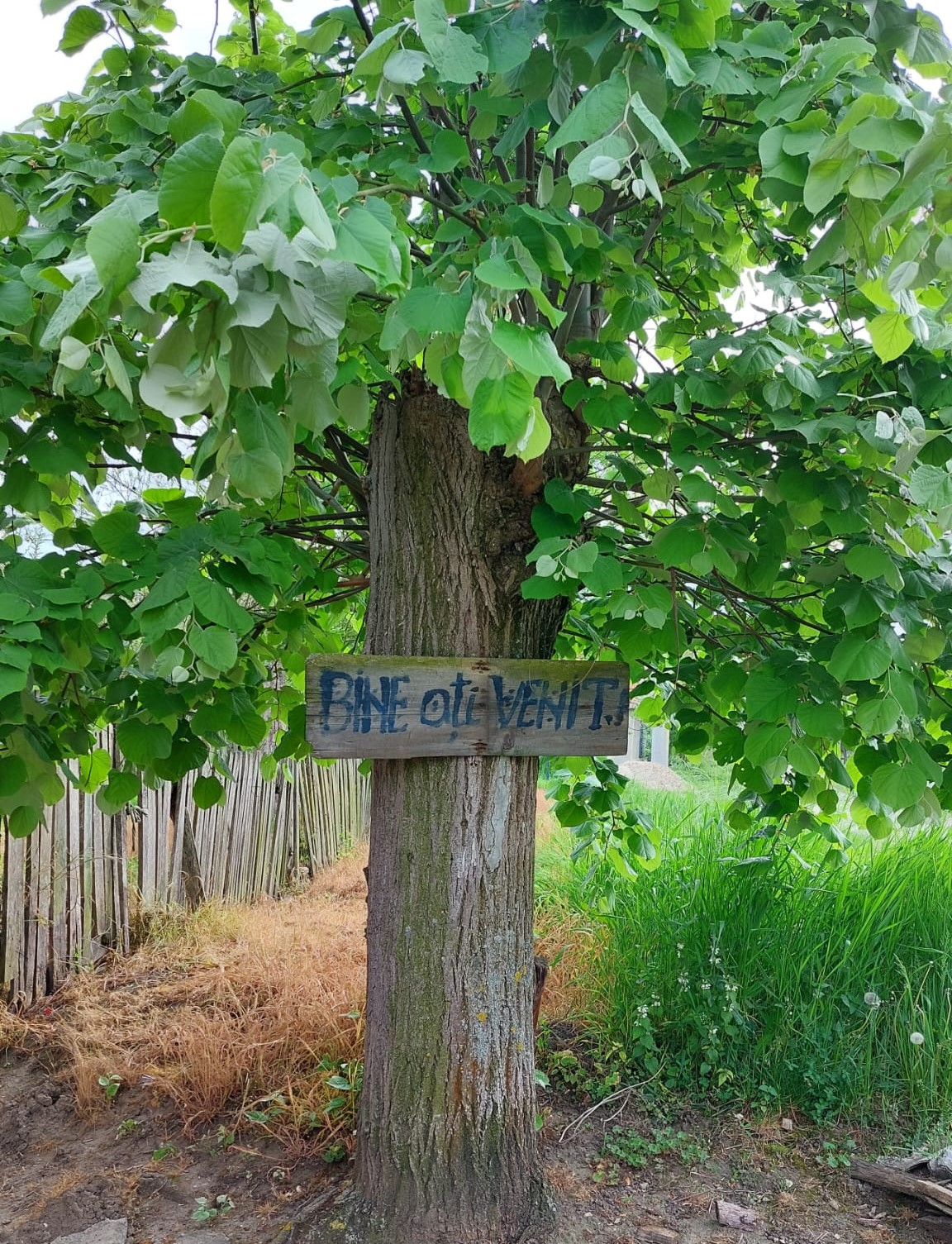
Semn Bine ați venit

În anul 1960 erau în medie 4,3 locuitori pe gospodărie, iar în cele mai numeroase case erau 9 oameni - 2 gospodării din cele 181.
În prezent, satul este populat doar de români. În Chesler se vorbește limba română cu un dialect specific satelor din Transilvania, având diferite regionalisme provenite în mare parte din limba maghiară si germană (specifice Transilvaniei centrale).
Astăzi, pe lângă casele bătrânești mai există si numeroase case de vacanță, construite recent în locul celor vechi.

## Istorie

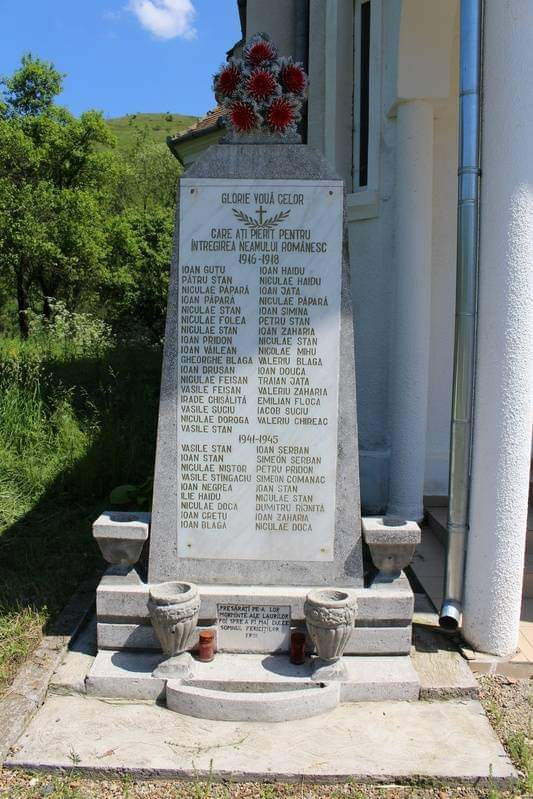
Eroii războaielor mondiale

### Istoria satului
Prima atestare găsită despre Chesler este abia la 1439, situația fiind similară pentru mai toate satele din zona Târnavelor, pentru ca ungurii și sașii nu prezentau un interes economic pentru aceste localități. La 1439 apare sub denumirea de Keszler și trece sub diferite nume cum ar fi Kezleer și Kessel. În anul 1733 este folosită prima dată denumirea de Chesler până în 1805 când apare sub cea de Keszler, iar de la începutul secolului XX numele satului rămâne cel actual. Satul era una din așezările comitatului Cetatea de Baltă. Printr-o hotărâre a Dietei Clujene de la 1876, comitatul este desființat și inclus in județul Târnava Mică. Alte dovezi ale existenței satului sunt două fragmente de topoare preistorice cu brațe în cruce găsite in Chesler și expuse din 1871 la un muzeu din Sibiu.

### Învățământul
Învățământul în Chesler a apărut după anul 1848. Cursurile se țineau in casele oamenilor mai înstăriți până in anul 1875 când s-a luat inițiativa ridicării unei școli. Elevii învățau în limba română, iar din aceasta cauză sătenii plăteau profesorii din contribuție proprie, și din 1912 au fost obligați să învețe geografia si istoria Ungariei. În anul 1973 s-a dat in folosință o nouă școală (care mai există si astăzi dar nu mai funcționează), construită in spatele celei vechi, iar din cea de la 1875 au mai rămas câteva ruine vizibile și în prezent. În noua școală mai funcționează la parter doar Căminul Cultural din Chesler.

### Biserica
Biserica Greco-Catolica: Parohia din Chesler a fost reînființată in anul 1808. Satul a avut o biserică Greco-Catolica din lemn construită in anul 1829 (astăzi nu mai există), iar în 1930 este sfințită și dată în folosință biserica Greco-Catolică "Sfântul Gheorghe" din centrul satului. Casa parohială a fost construită în 1893. Comunitatea Greco-Catolica este mult mai veche decât lăcașul de cult din lemn (din vechiul cimitir al satului), dovadă fiind păstrarea unor scrieri religioase, cea mai veche fiind din 1753.
Biserica Ortodoxă: A fost ridicată în anul 1903 prin contribuția sătenilor. Unificarea celor două biserici s-a realizat in anul 1948 chiar dacă unii credincioși s-au împotrivit, refuzând trecerea la ortodoxism. Până in 1964 slujbele se făceau alternativ în cele 2 biserici, dar din cauza cheltuielilor s-a decis renunțarea la una dintre ele, slujbele continuând doar in biserica ortodoxă. În 1990 au început renovările la biserica Greco-Catolica cu scopul de a o transforma în mănăstire, proiect care nu a mai ajuns la final, în prezent existând câte o biserică funcțională pentru fiecare comunitate.

### Moara
Moara a fost construită înainte de secolul XX și a funcționat la început cu apă, iar pentru alimentarea ei era folosită fântâna din fața morii, apoi pe curent. Ultima renovare a fost înainte de anul 2000, iar după câțiva ani nu a mai funcționat, în trecut moara fiind una foarte apreciată chiar și de oamenii din satele învecinate care aduceau în special grâu și porumb pentru măcinare. În continuare, moara rămâne o emblemă a satului, fiind prima clădire de la intrarea in Chesler.

### Comunismul
În lunca satului se pot găsi ruinele grajdurilor din perioada comunista în care se țineau animalele de la C.A.P. și tot în luncă era un cântar folosit pentru cântărirea fânului pe care îl aduceai în sat, o parte din acesta trebuia lăsat pentru animalele din grajduri.

### Alte repere
În anul 1910 erau in Chesler 246 de case. În 1967 s-a introdus curentul electric și din 1973 a fost introdus transportul rutier comun pe ruta Chesler - Micăsasa - Copșa Mică (în prezent nu mai există). În sat există și o conductă de gaz care este nefolosită din lipsă de fonduri, aceasta sfârșindu-se la începutul satului.

## Geografie

### Așezare și organizare
Chesler are o suprafață de 8.56 km² (care include toate hotarele), si intravilanul cu suprafața de 0.45 km² (doar zonele componente locuite). Cheslerul aparține administrativ de Micăsasa care este la 11,6 km de sat. Localitățile apropiate de sat sunt: Copșa Mică, Micăsasa, Făget, Jidvei, Tăuni, Crăciunelu de Sus, Bazna, Boian etc. Satul este delimitat de celelalte localități prin numeroase păduri aflate după zona agricolă a satului, în trecut existând drumuri și poteci folosite de oameni pentru a traversa pădurile. 
Cele două părți principale (zona de sus și zona de jos) au mai multe străzi cum ar fi: Strada Principală (unde sunt cele mai multe case), Corbu, Calea Carelor, Ulița Jîgî, Doloț și alte câteva, precum si numeroase ulițe. Există un singur pod carosabil pe la mijlocul satului, la fosta primărie (actualul magazin) care face legătura între două zone, și trece peste râul care străbate satul. În Chesler există o zonă numită Valea Mărului care este separată de restul satului, aflată la aproximativ 2,5 km depărtare de sat. Această zonă are câteva case și este cunoscută pentru livezile de pomi fructiferi dar și pentru cele două lacuri aflate pe deal. 

### Relief și agricultură
Zona este predominant deluroasă - 90% din hotar (Dealul Girtului - 552,8 m; Dealul Calea Troacelor - 518,2 m; Dealul Pleșa - 509 m; Dealul Racameți - 471,5 m; Dealul Mărului - 458,1 m; Dealul Zgarbura - 516,8 m etc). Aceste dealuri alături de zona de câmpie a satului (lunca) deservesc în mare parte agriculturii - cereale (grâu, porumb), viță-de-vie, lucernă, fân, legume etc. Hotarul Cheslerului are mai multe zone cum ar fi: Hațâgani, Fajâ Cristi, Făjățăl, Cărare, Bucur, Fereci, Sălciță, Zapode, Calea Troacelor, Vârful Dosului, Calea Carelor, Socei, Doloț, Coasta Jâgâ, Calea Proșoarei, Comoara, Valea Mărului etc.  

### Climat
Cheslerul are un climat optim culturilor agricole din zona temperată. Temperatura medie anuală este de 8,3°C. Verile sunt călduroase iar iernile în general nu foarte reci.

### Hidrografie
Satul este străbătut de râul care poartă numele localității, afluent pe partea dreaptă a Târnavei Mari. În acest rău se varsă numeroase pâraie cum ar fi pârâul din Valea Părului precum și pârâul din Valea Mărului. Fiind un relief deluros, toată apa provenită de la ploi se scurge pe dealuri până când ajunge in râu, în zonă nu sunt probleme cu inundațiile. În Valea Mărului există 2 lacuri. Pânza freatică este in medie la 5,5 m adâncime.

### Flora
Vegetația în zonă este diversificată. Pădurile au multe specii de arbori cum ar fi: Salcâm, Carpen, Stejar, Fag, Mesteacăn, Alun, Tei, Măr Pădureț, Salcie. Pomii fructiferi specifici acestei zone sunt: Nuc, Păr, Măr, Prun, Frăgar, Gutui, Vișin, Cireș, Cais etc.

### Fauna
Fauna din zonă este destul de diversificată, cele mai des întâlnite animale sălbatice sunt: vulpea, mistrețul, căprioarele, iepurele de câmp și uliul. Prezența acestor animale nu a fost semnalată foarte des in zona locuită, cel mai des acestea apar in zona de hotar sau în păduri.

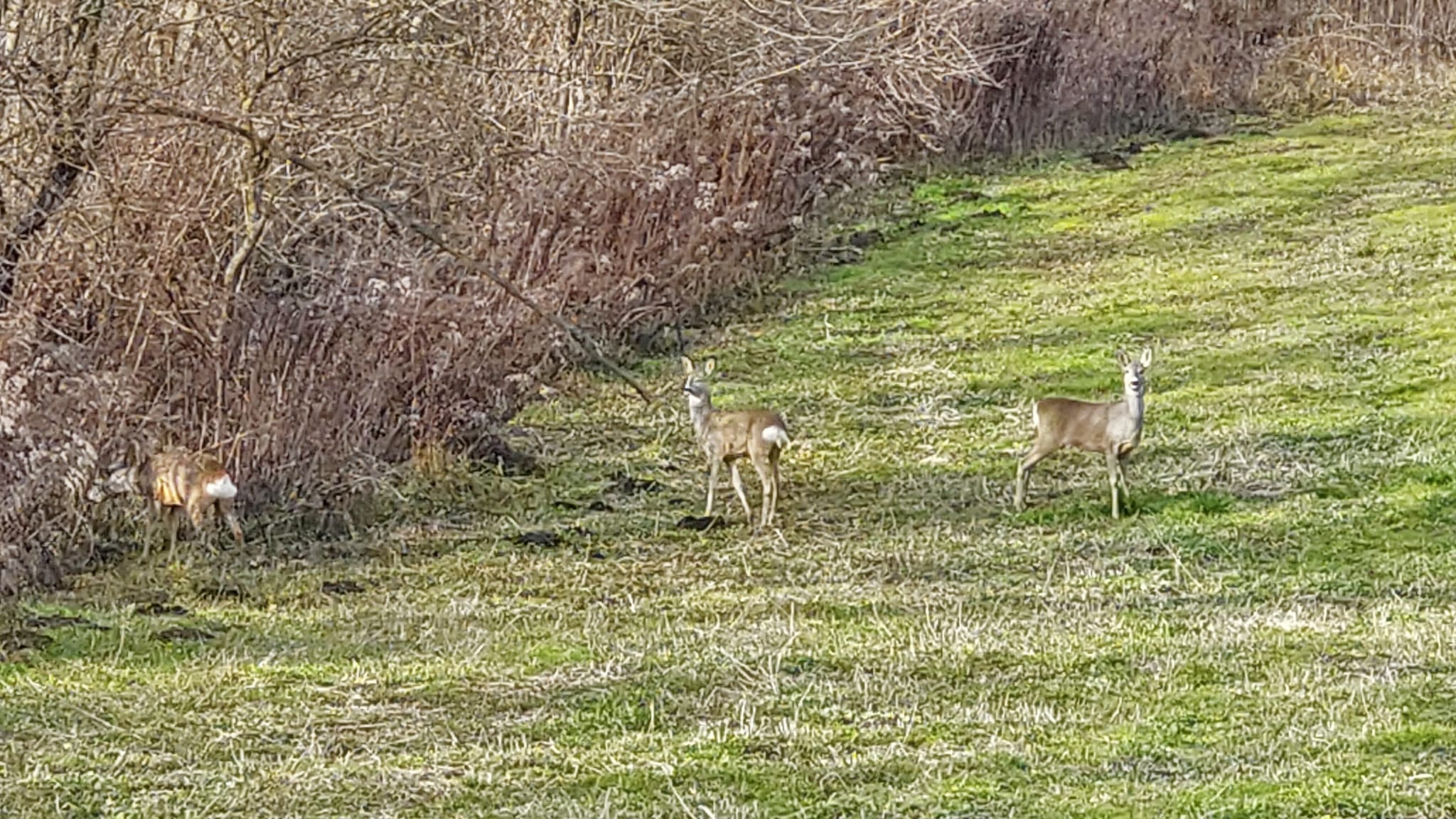
Căprioare Chesler
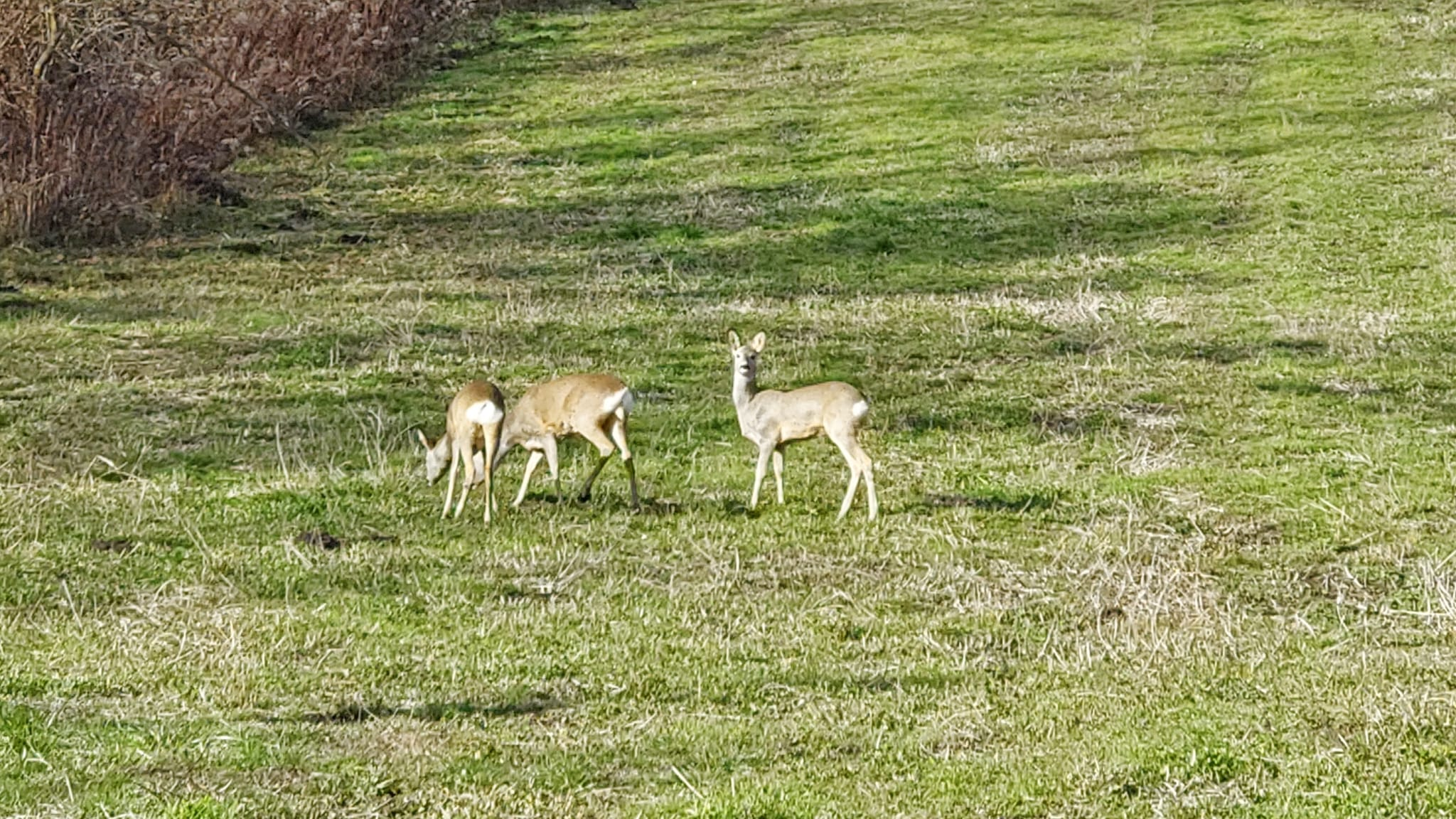
Căprioare Chesler

## Economie

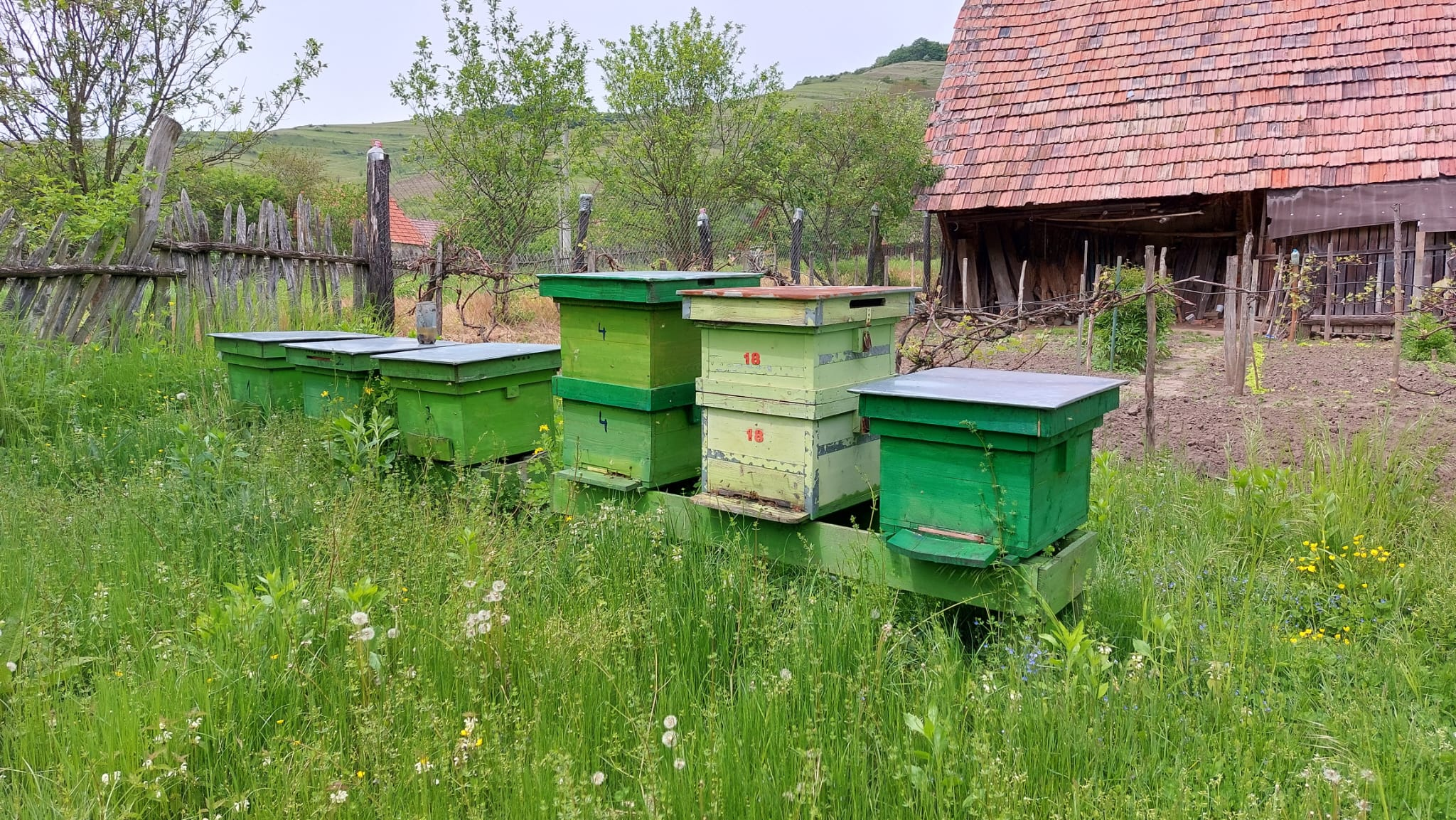
Stupi Chesler

În Chesler principala sursă de venit a locuitorilor este agricultura, satul având multe terenuri agricole care se întind până după Valea Mărului. Aici se cultivă legume și cereale dar se găsesc si plantații viticole și livezi de pomi fructiferi in special meri, pruni, gutui și vișini. O altă sursă de venit este oieritul care se practică de sute de ani pe dealurile ce înconjoară Cheslerul. Alta sursă de venit este apicultura (multe gospodării având stupi), iar această industrie se practică aici datorită existenței numeroaselor specii de pomi și flori. Se produce atât miere polifloră dar și miere de salcâm.

## Dezvoltare
Satul Chesler a cunoscut în ultima perioadă o refacere deoarece oamenii din diferite locuri au cumpărat case aici pe care le-au renovat, respectând stilul acelor vremuri, sau au început construcția unor case noi pe locul vechilor așezări. Satul se dezvoltă și prin numeroasele grădini, solarii și terenuri agricole, deoarece pământul in această zonă este bun pentru agricultură.

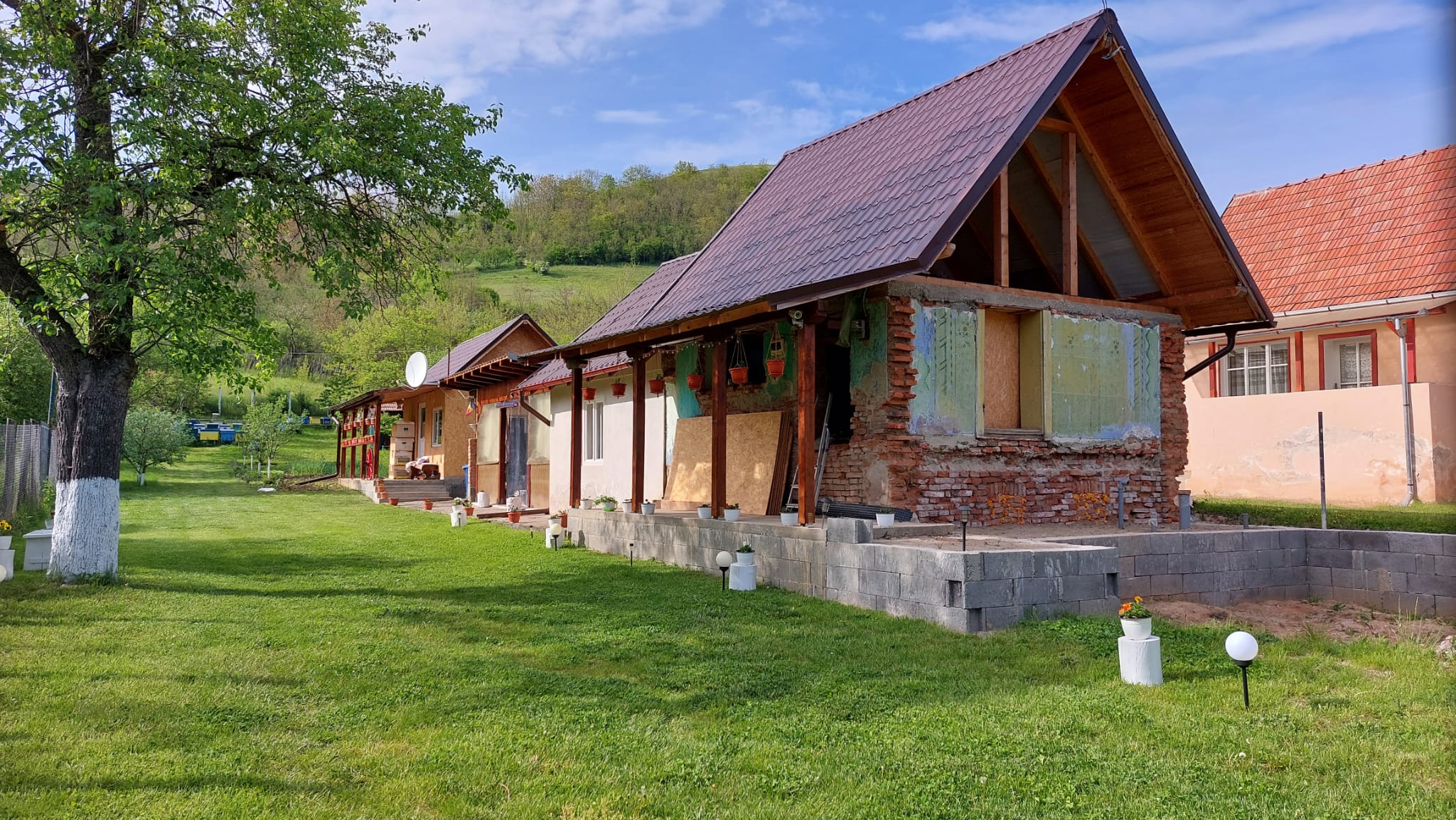
Casa in renovare Chesler
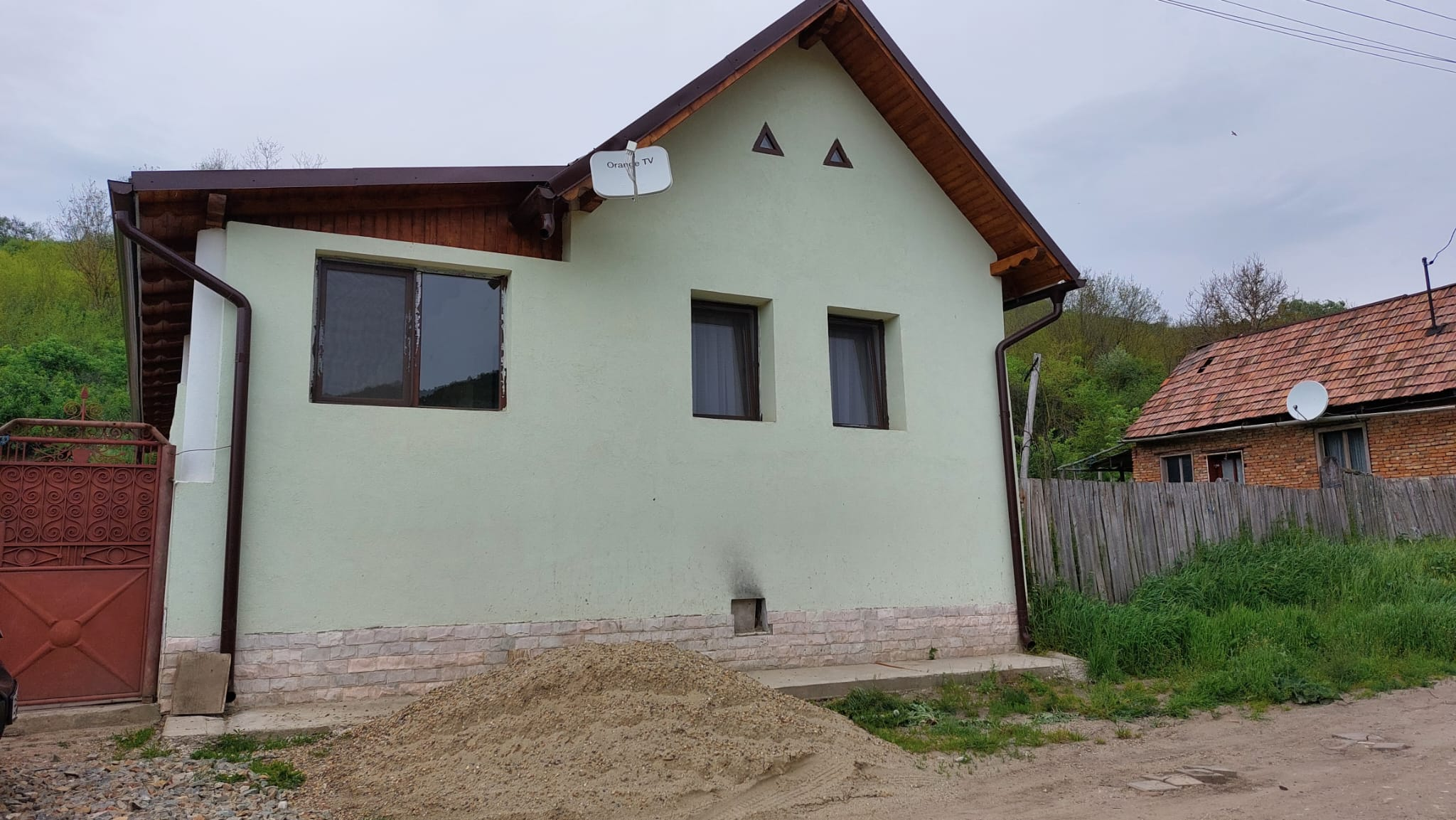
Casa renovata Chesler
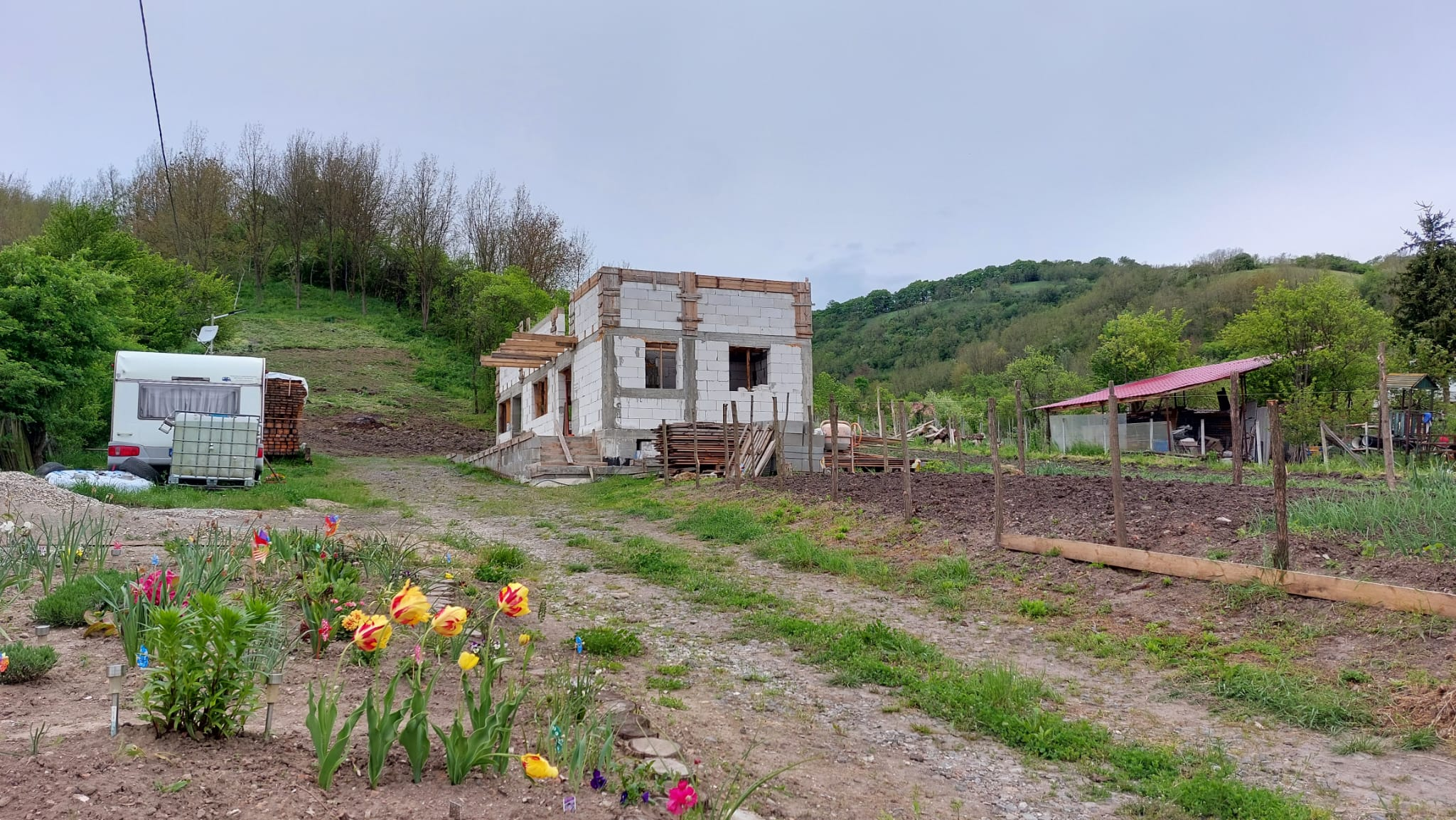
Casa in construcții Chesler
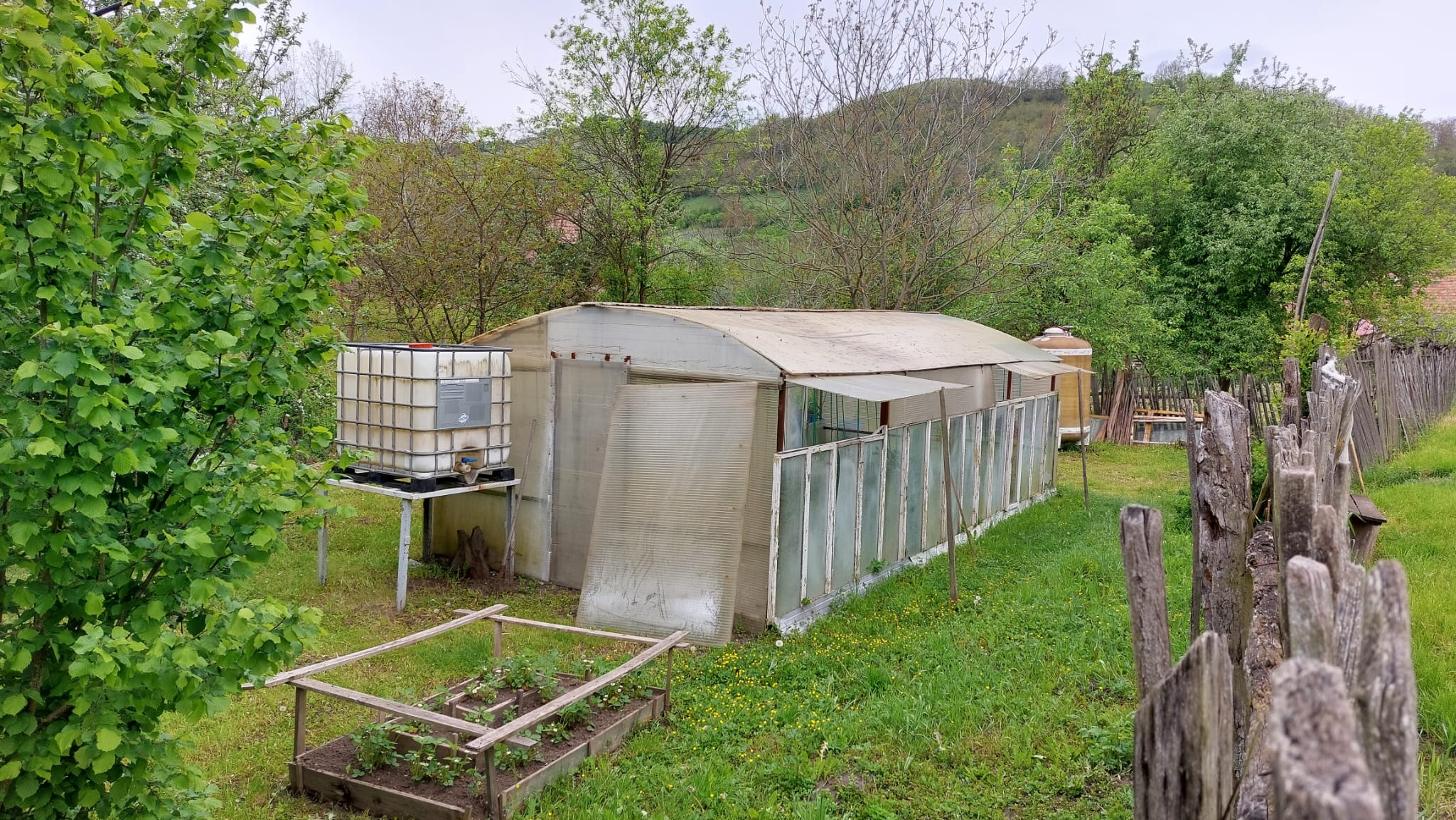
Solar Chesler
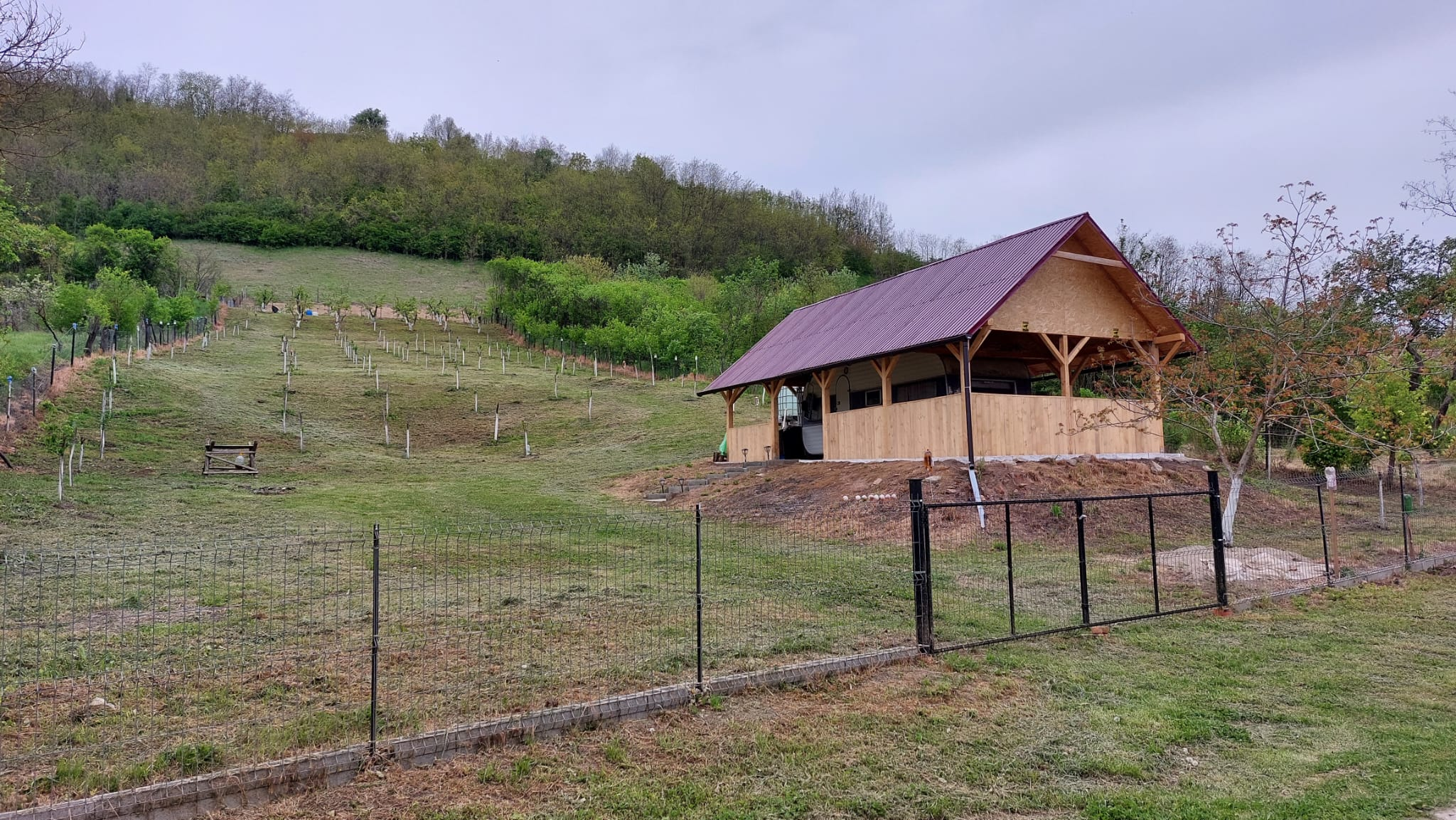
Cabana in construcții Chesler
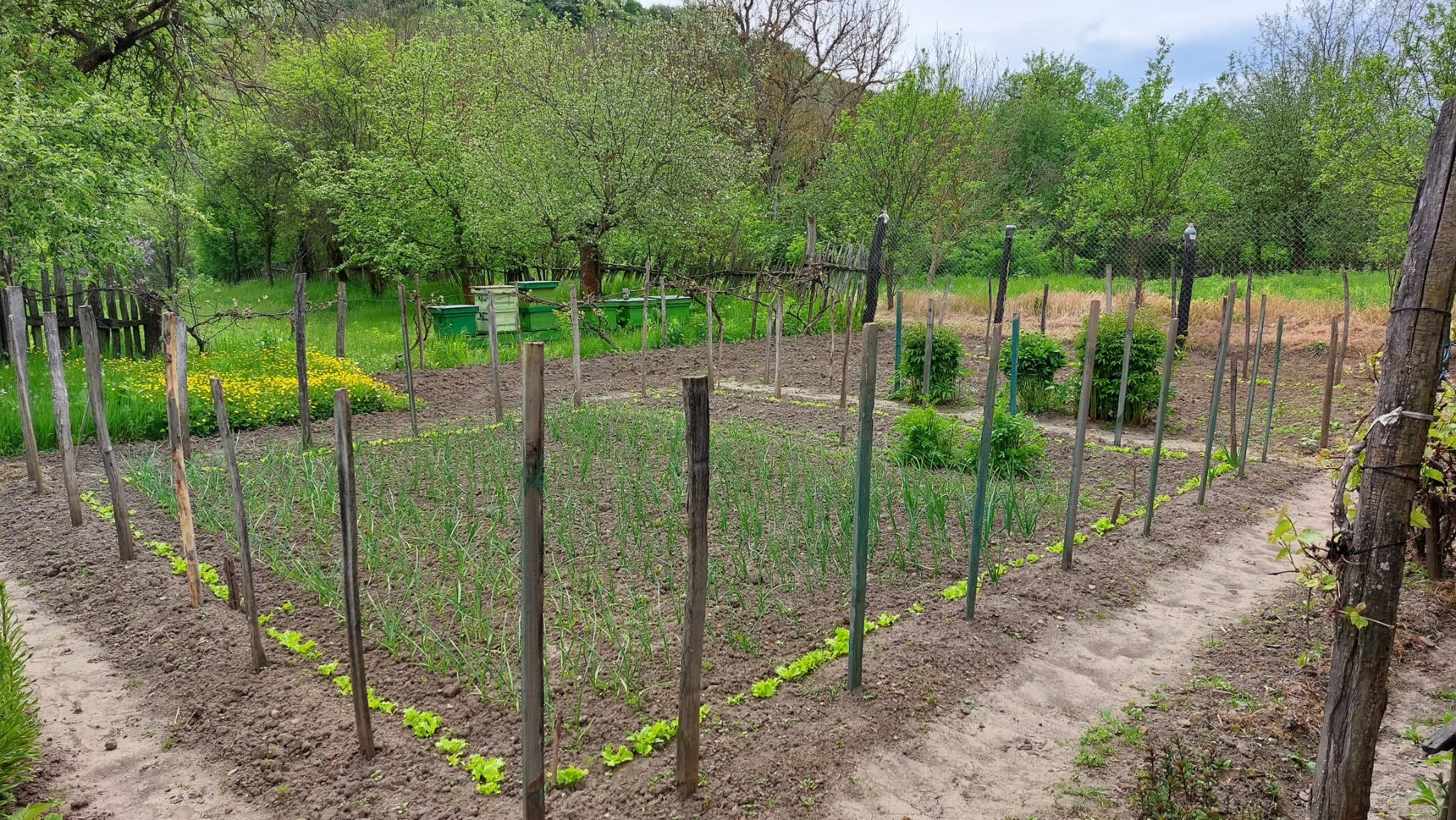
Gradina Chesler

## Personalități
- Nicolae Todoran  (1853 - 1928), deputat în Marea Adunare Națională de la Alba Iulia 1918.
- Vasile Manovici, revoluționar la 1848.
- Nicolae Manovici (1848 -1923) primul preot cu facultate din sat.
- Ioan Floca, preot ortodox, prieten și coleg de liceu cu Octavian Goga.

## Evenimente
În 1997 s-a organizat „Fiii satului”, un eveniment televizat la care au participat sute de oameni ai locului sau care aveau origini în sat. 

## Imagini
|  | Această secțiune cuprinde prea multe imagini. |

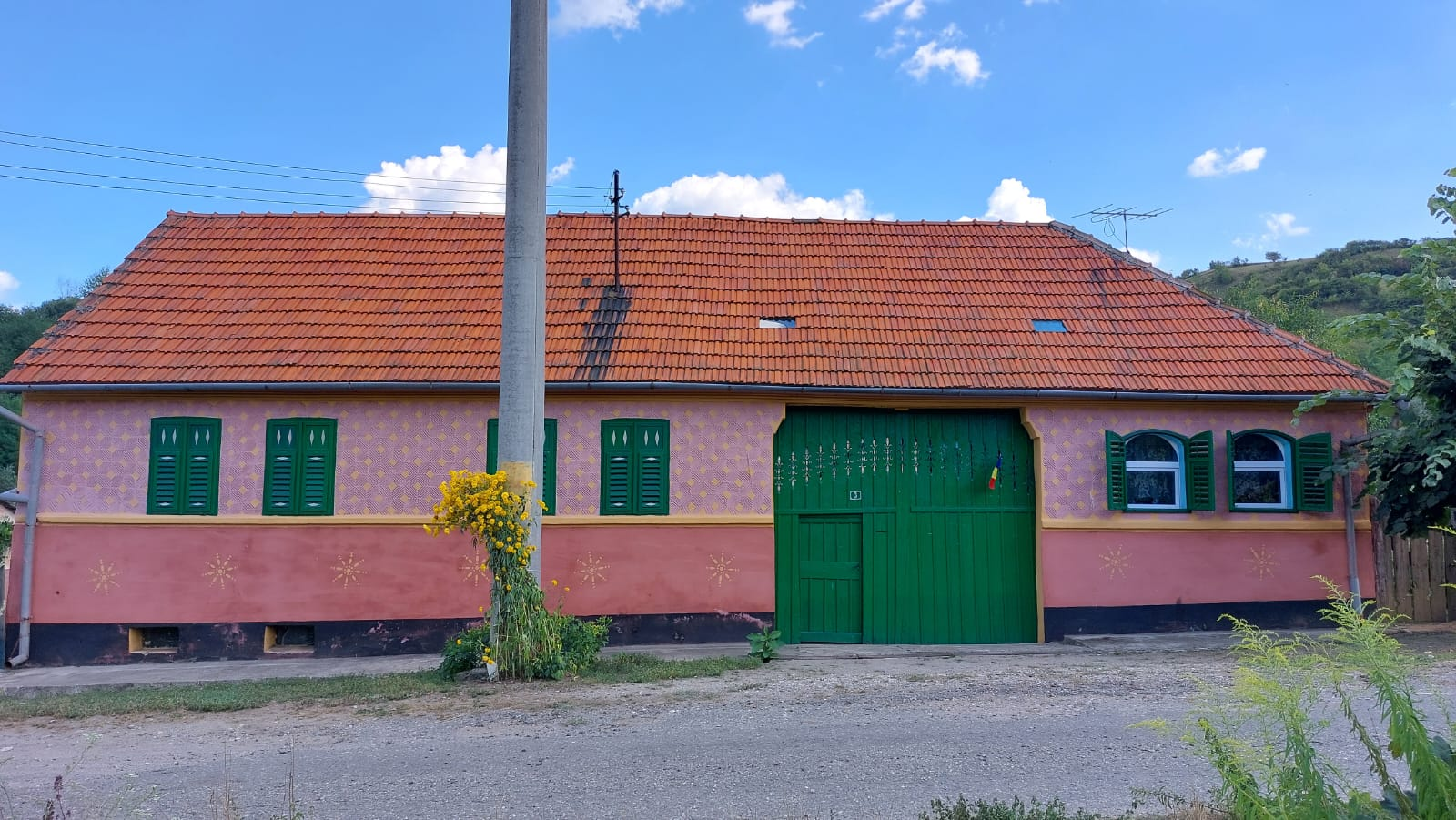
casa lu buna
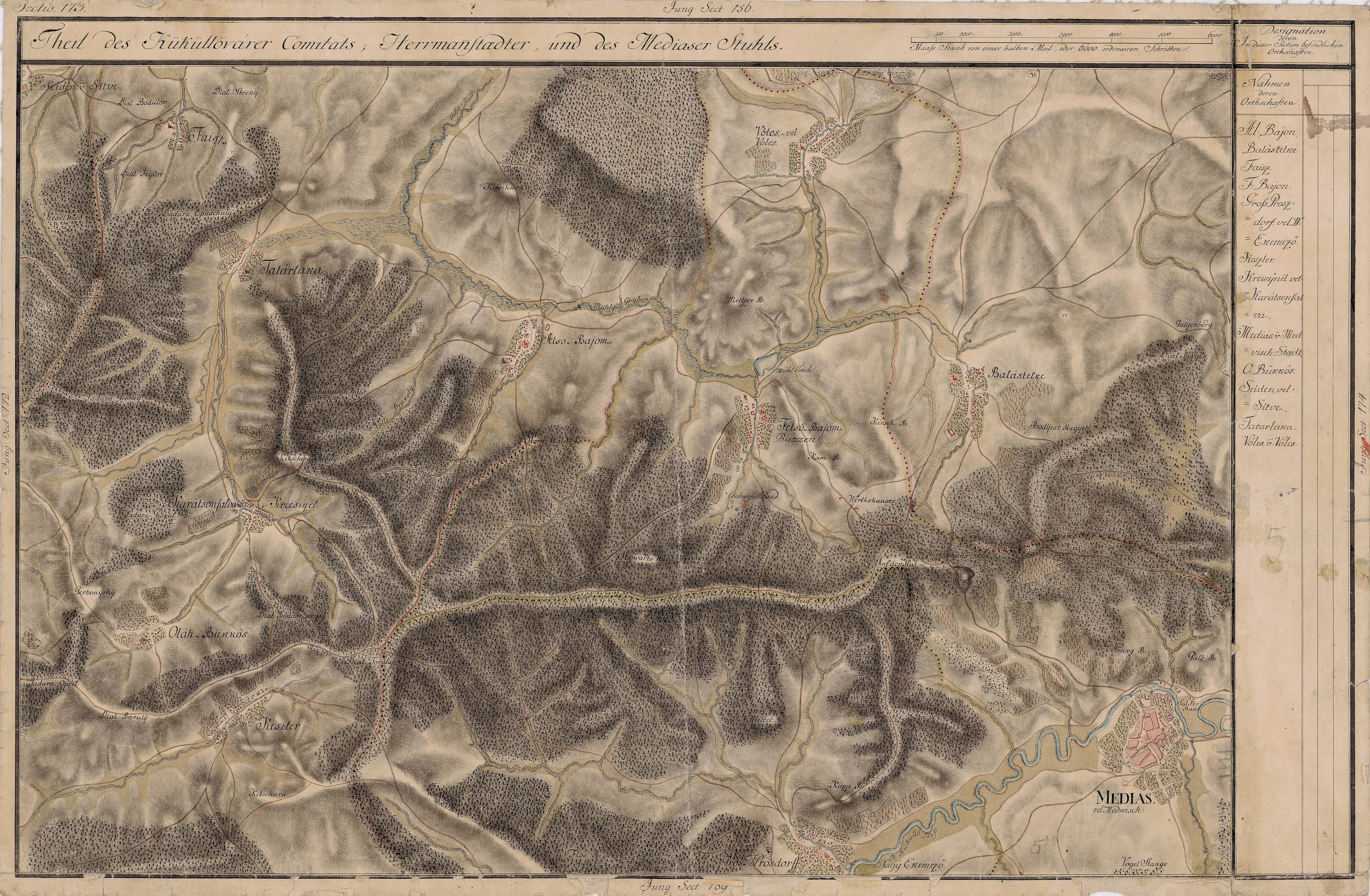
Chesler în Harta Iosefină a Transilvaniei, 1769-1773
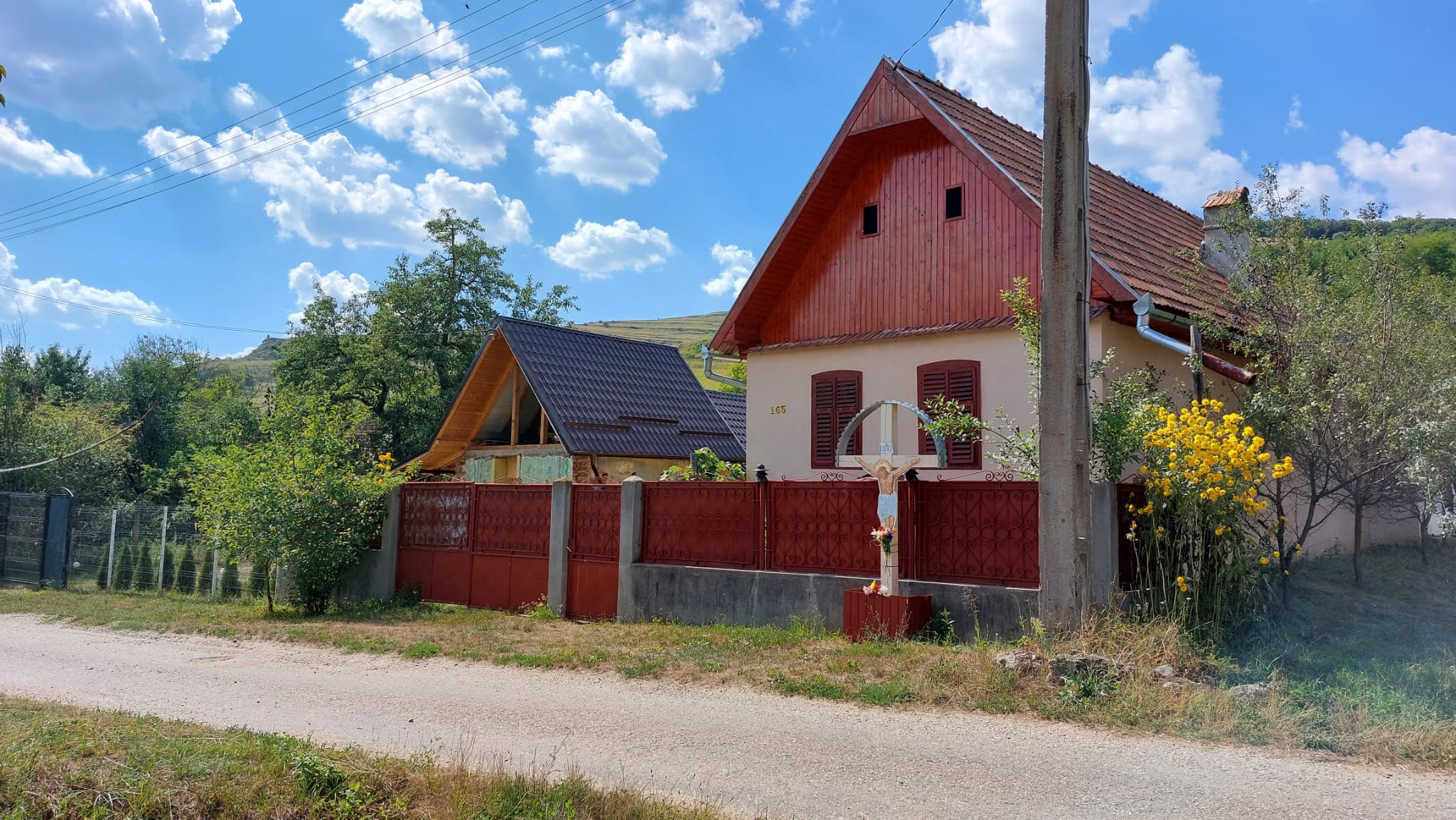
Casa din Chesler
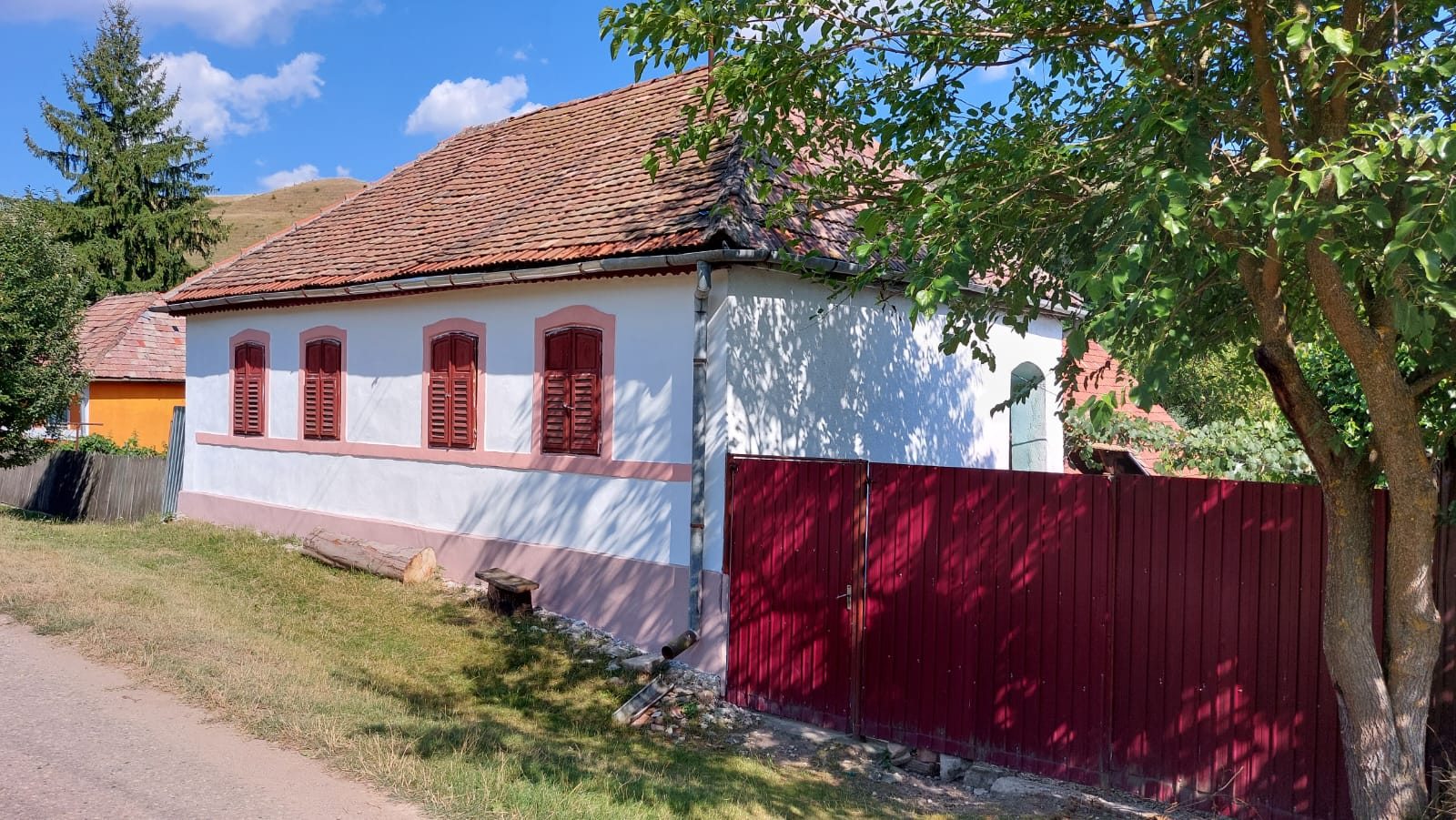
Casa din Chesler
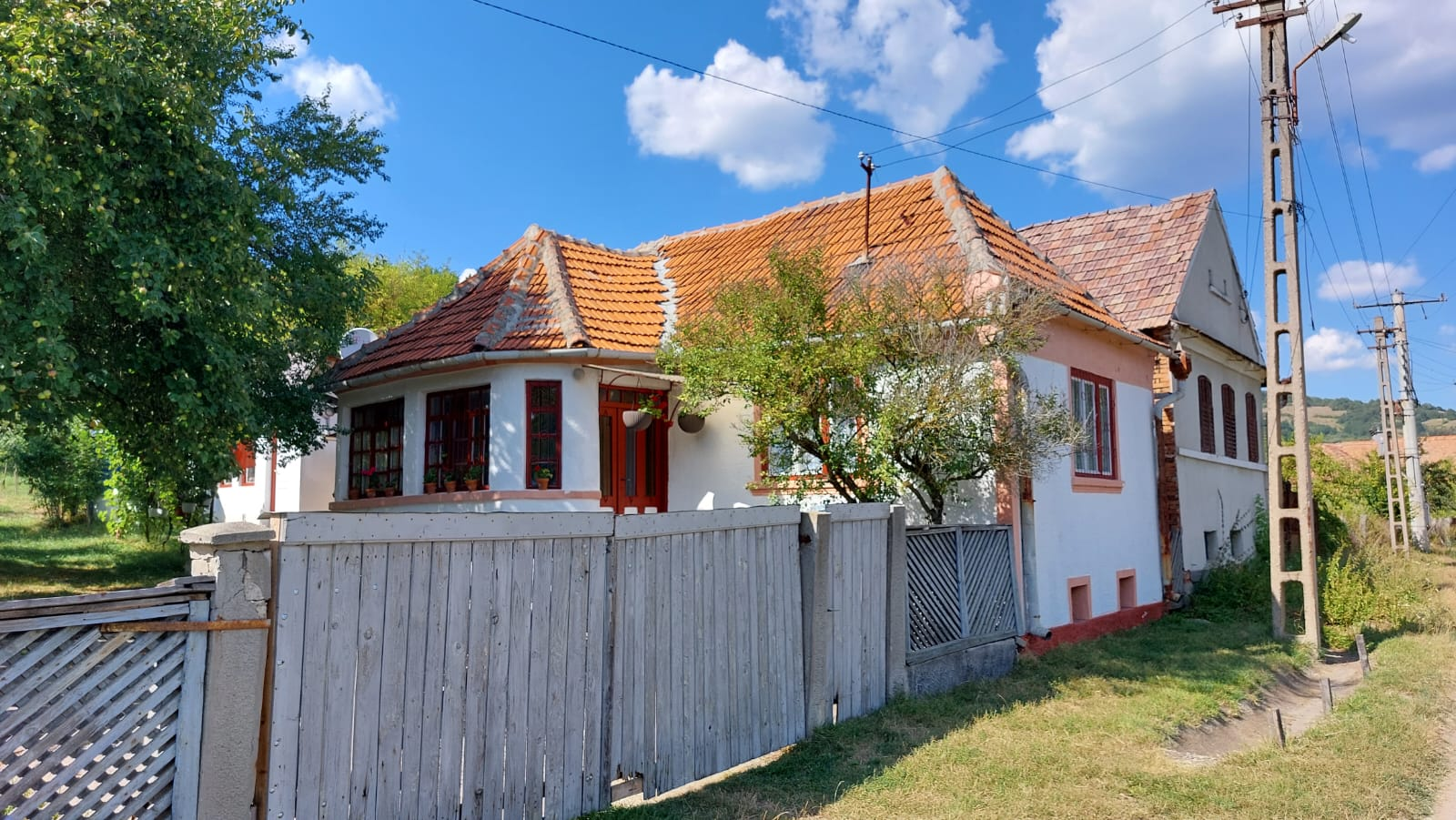
Casa din Chesler
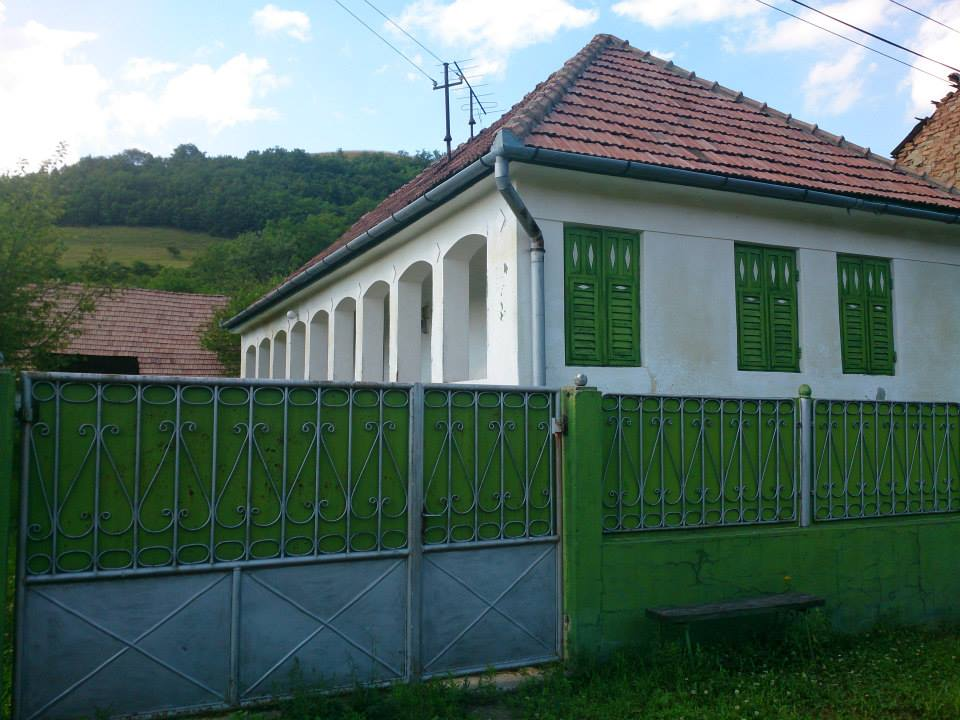
casa româneasca din Chesler
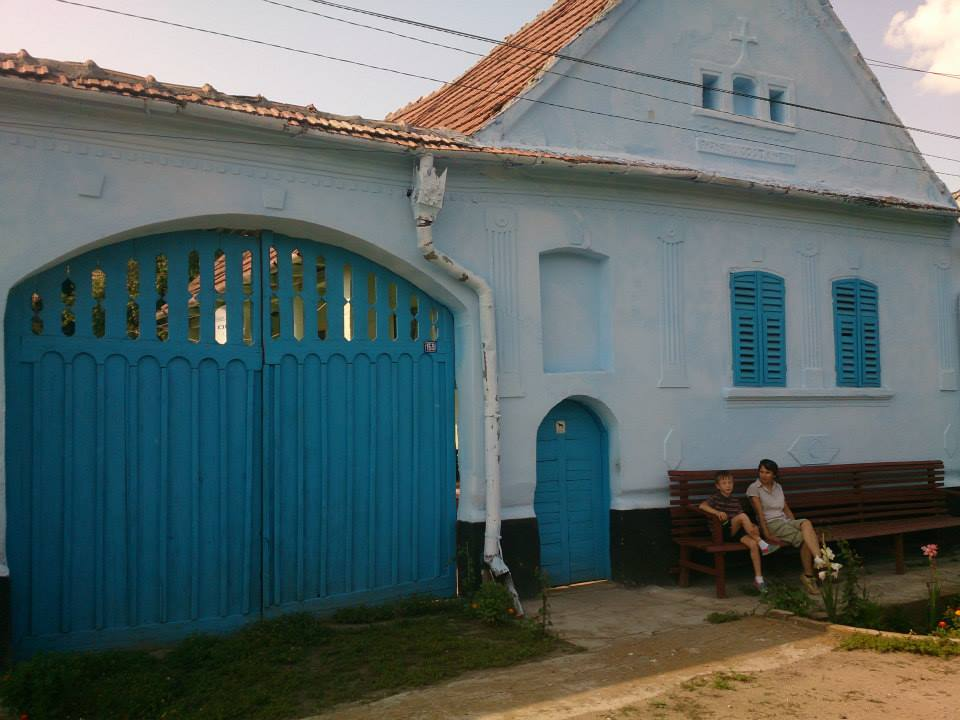
casa săsească din Chesler
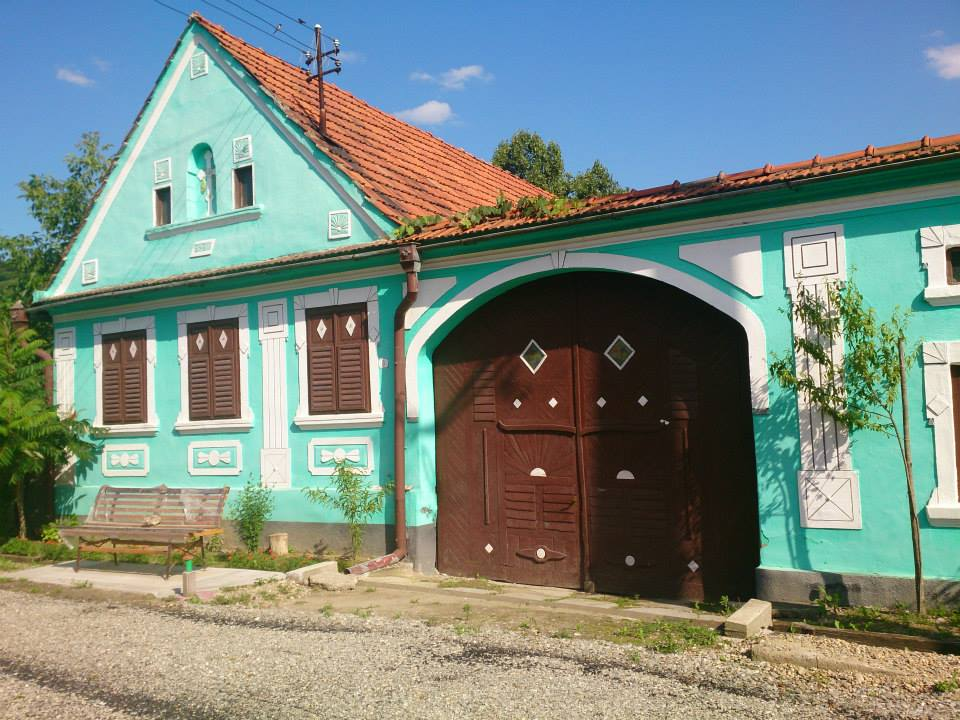
casa din Chesler
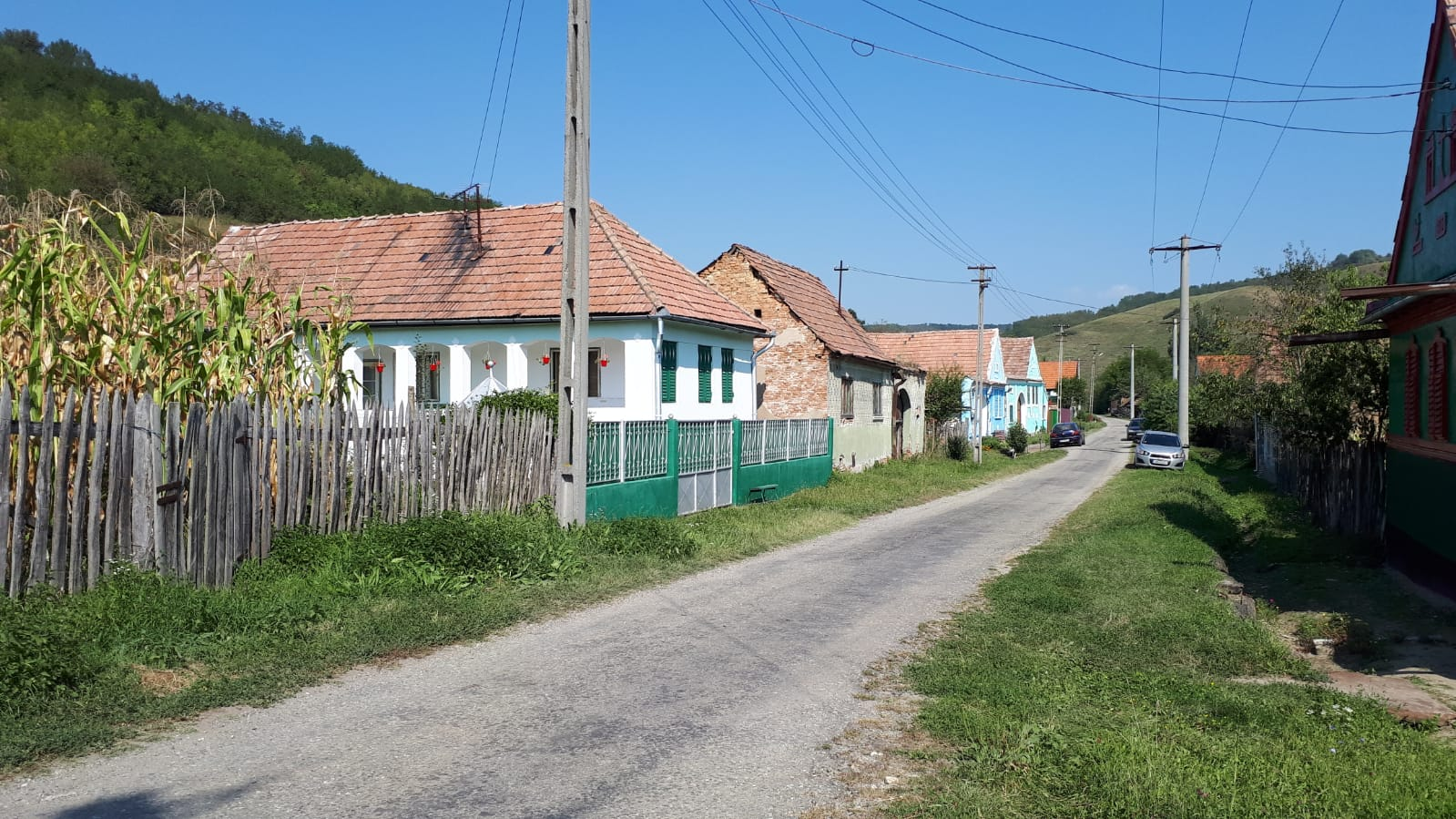
strada principală din Chesler
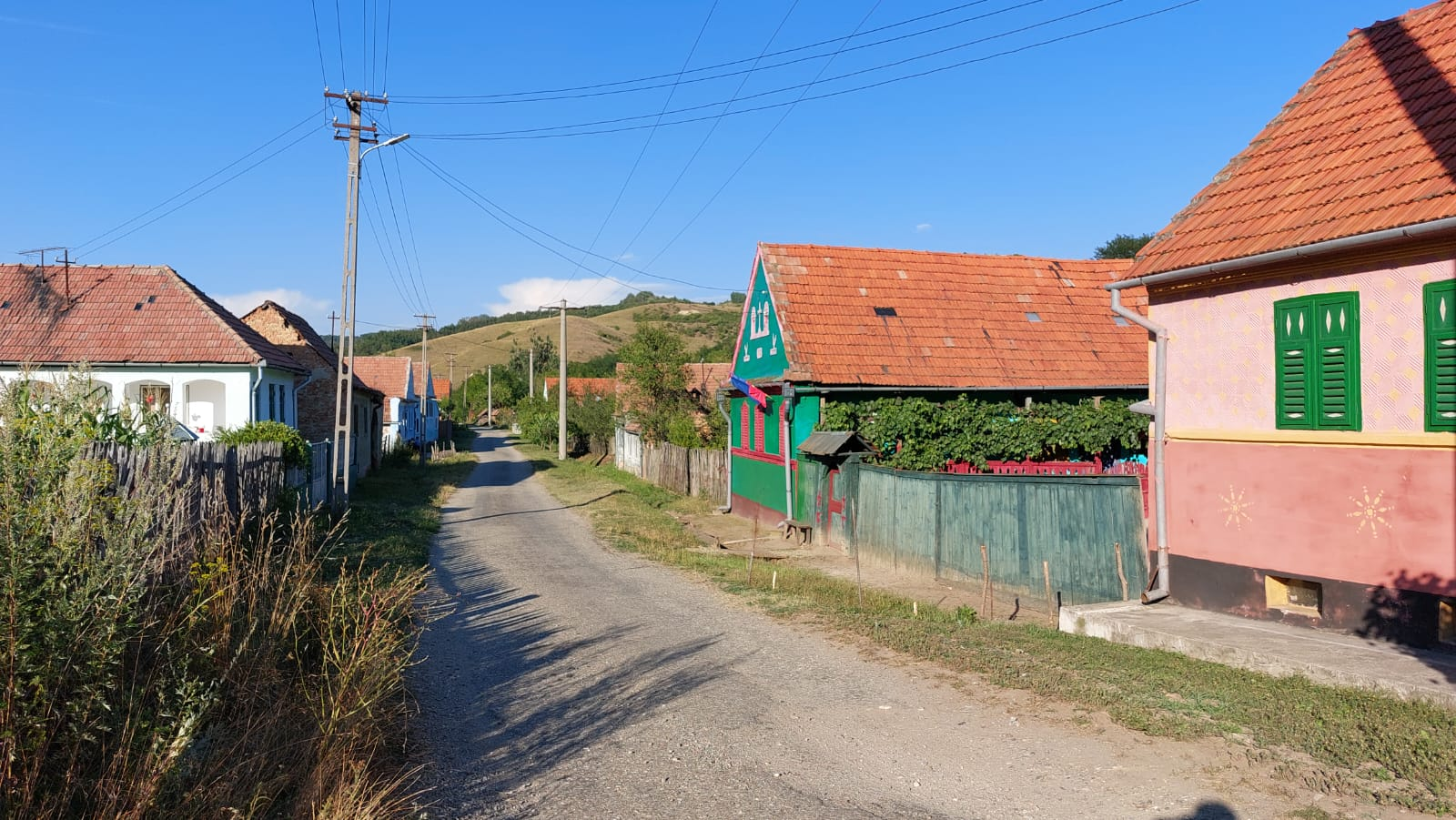
strada principala
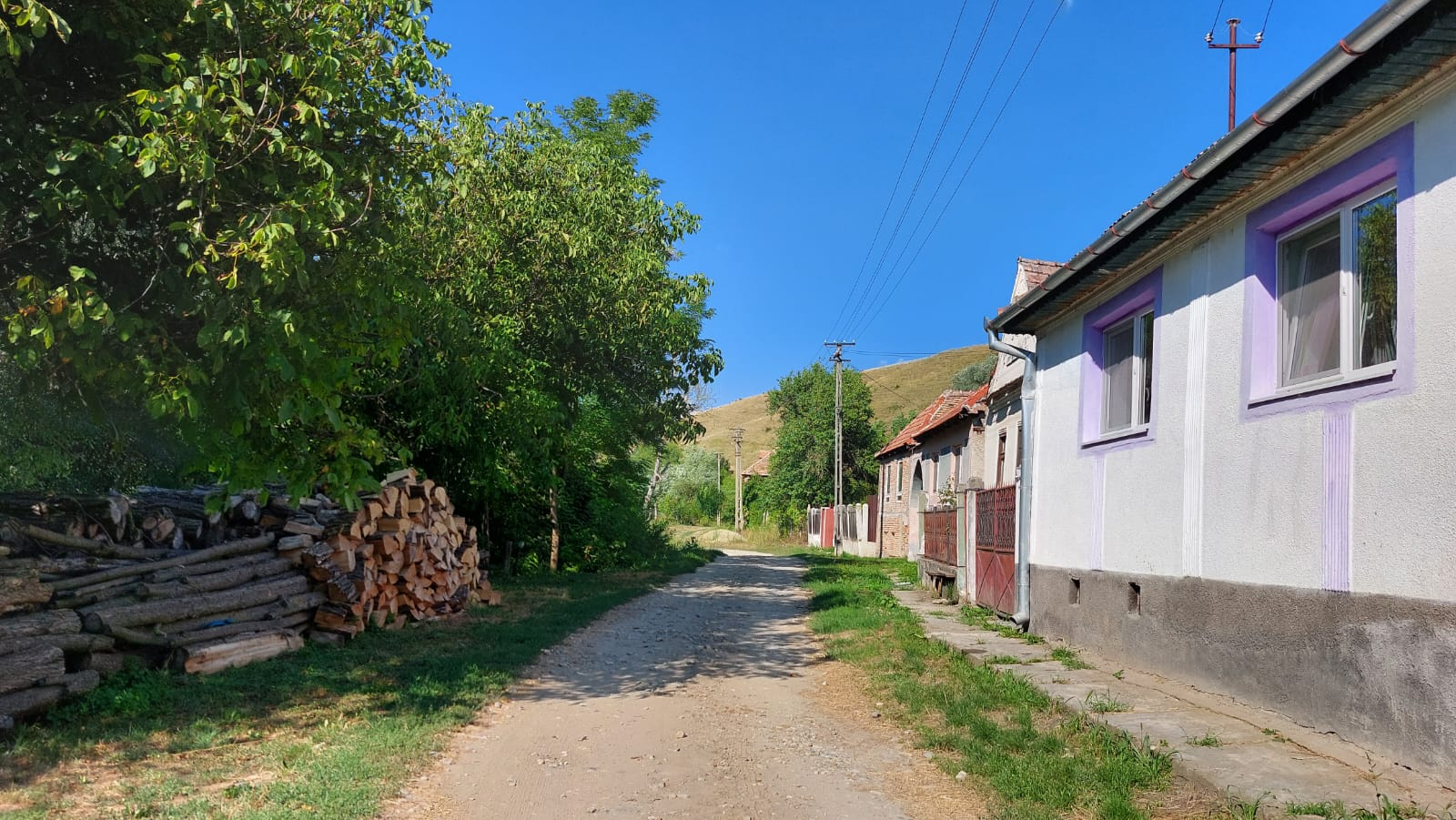
Strada Ulita Catelei
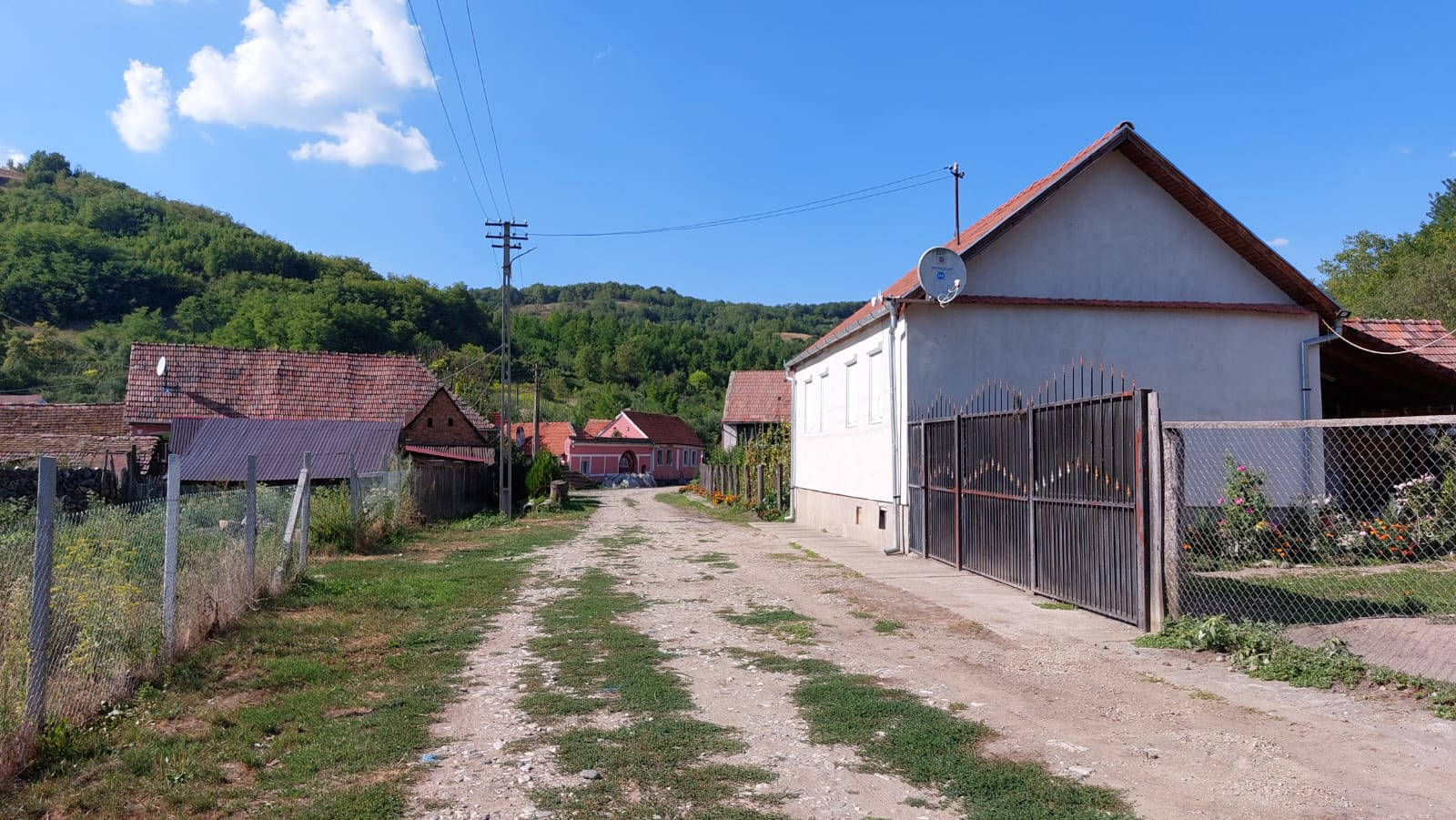
Strada Calea Carelor
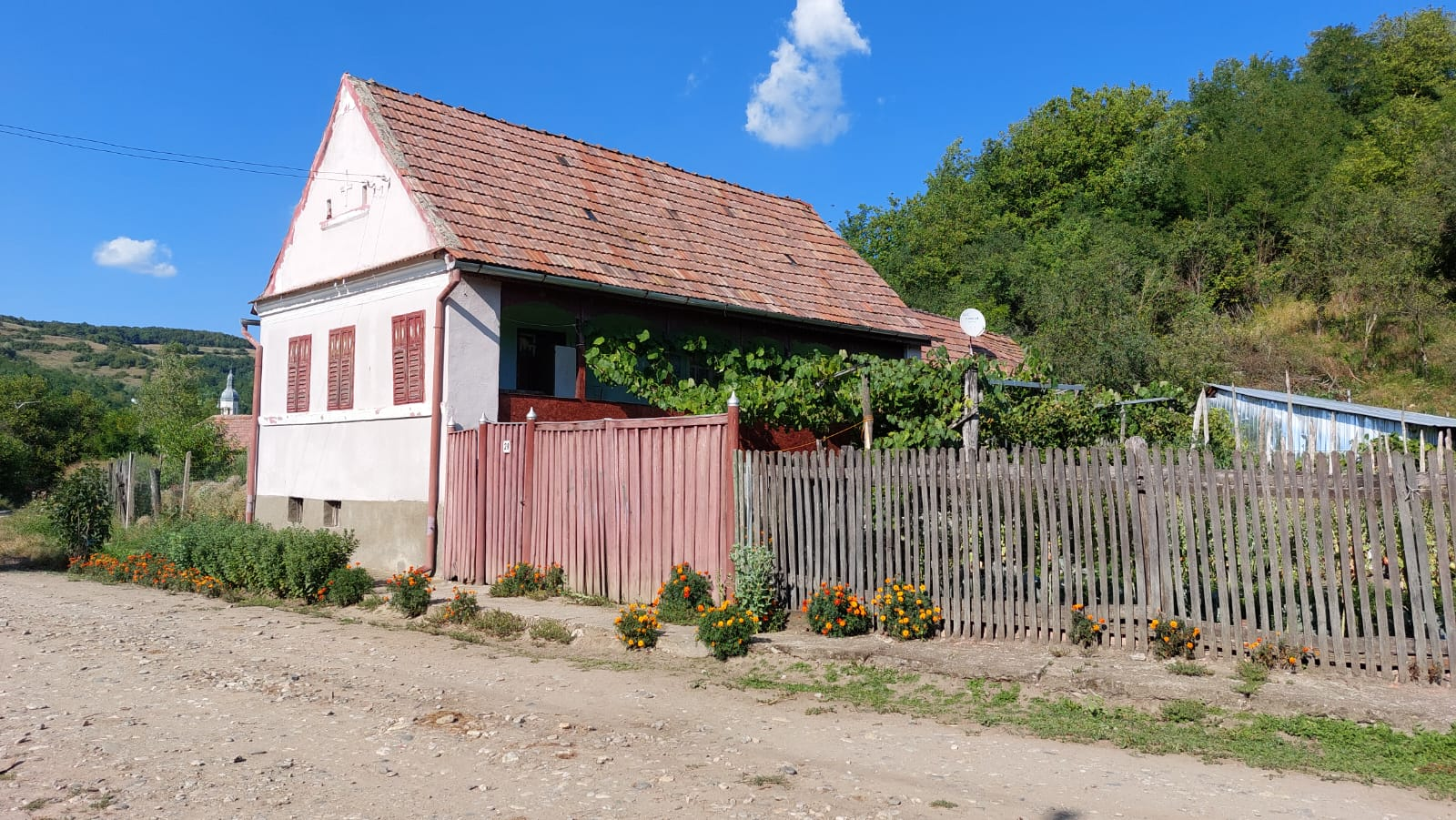
casa din Chesler
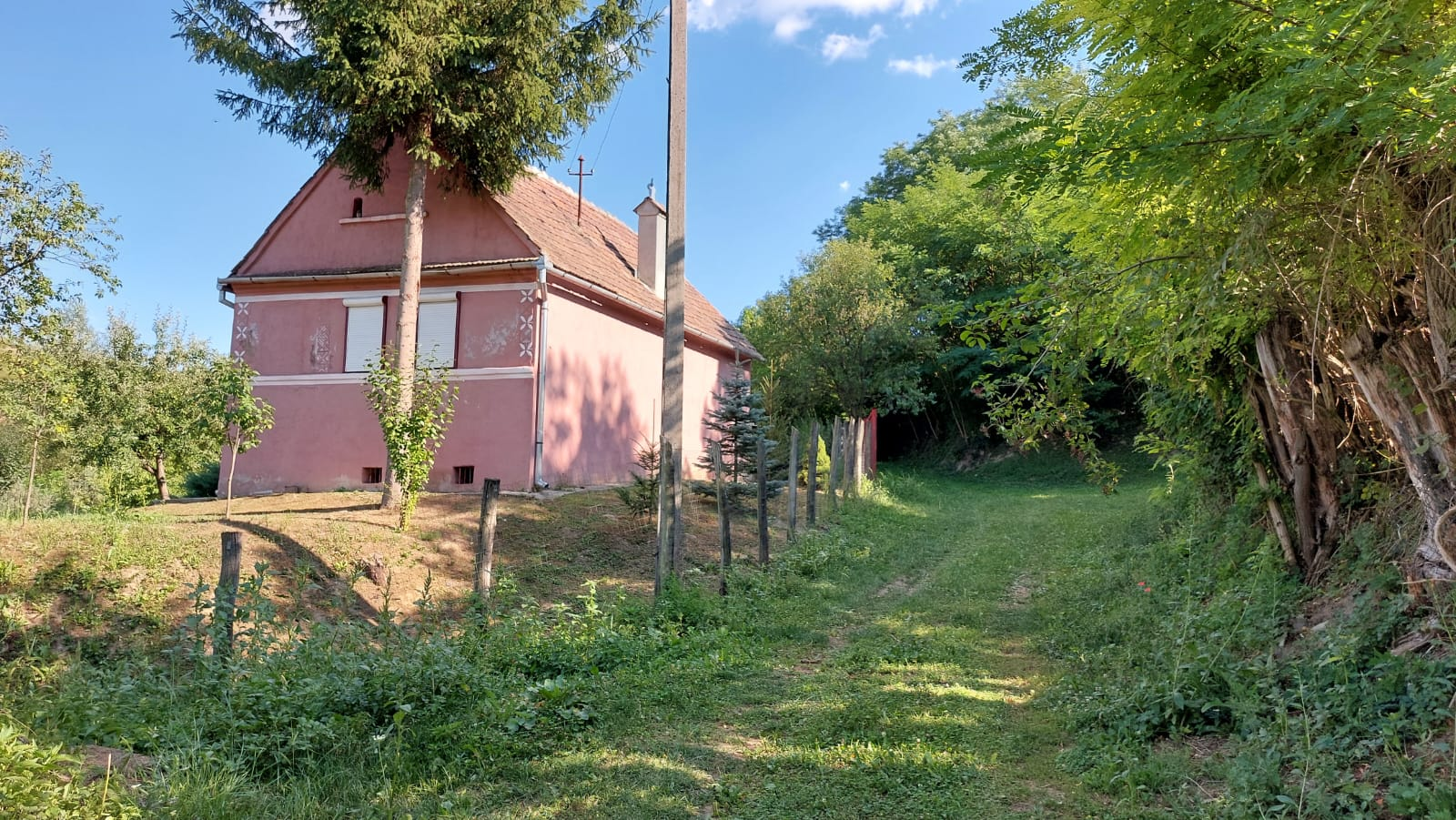
casa din Chesler
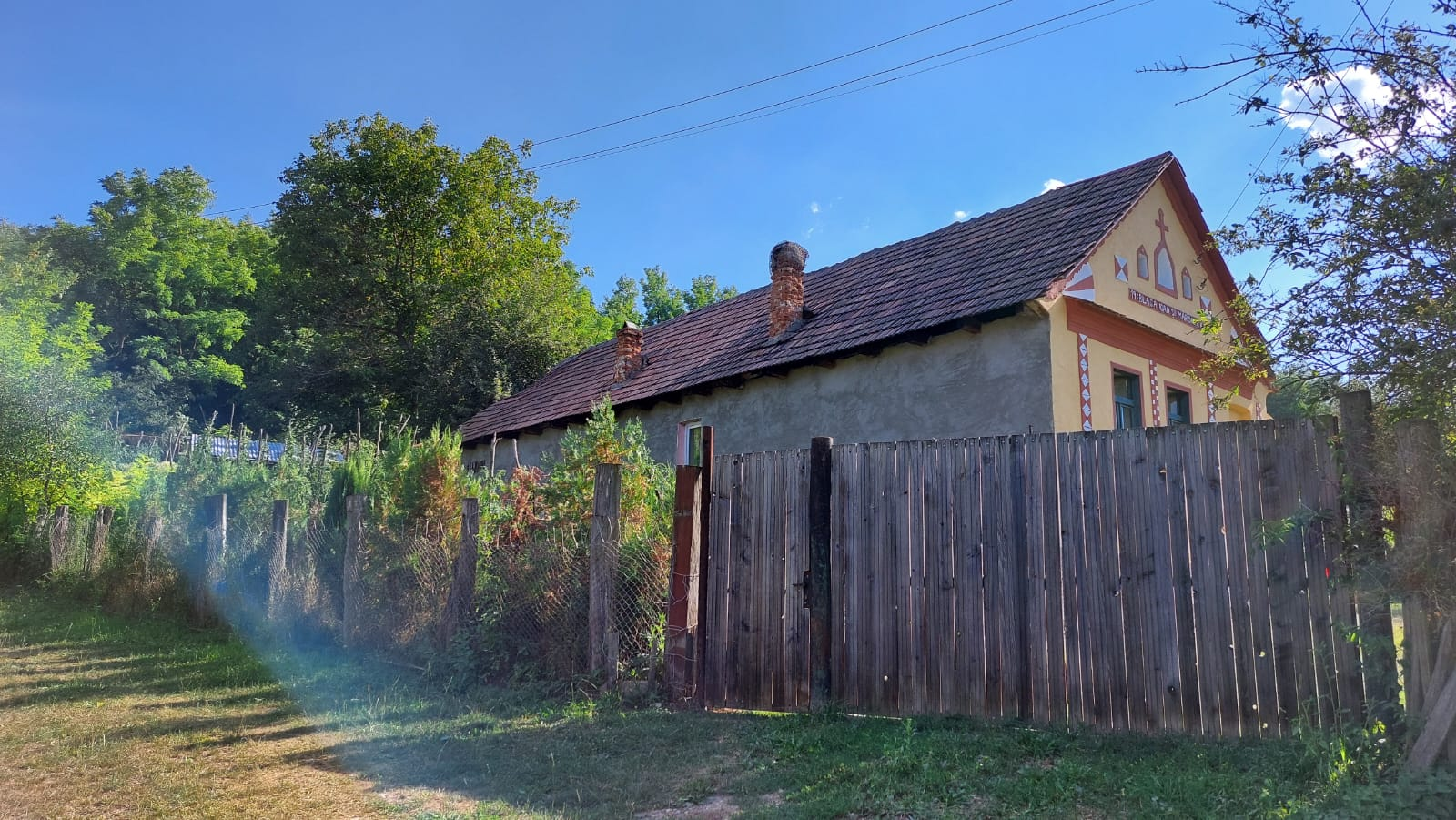
casa din Chesler
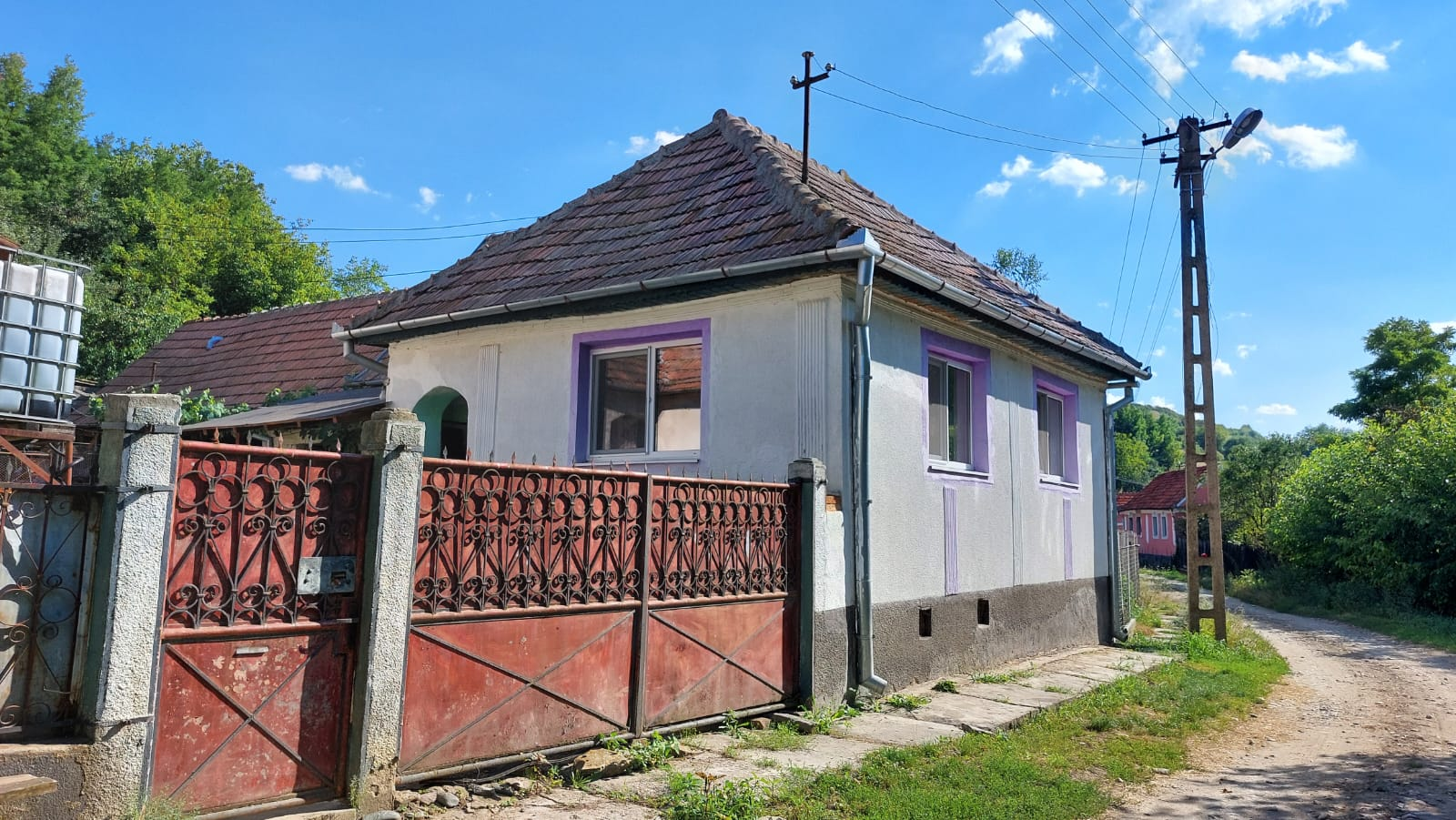
casa din Chesler
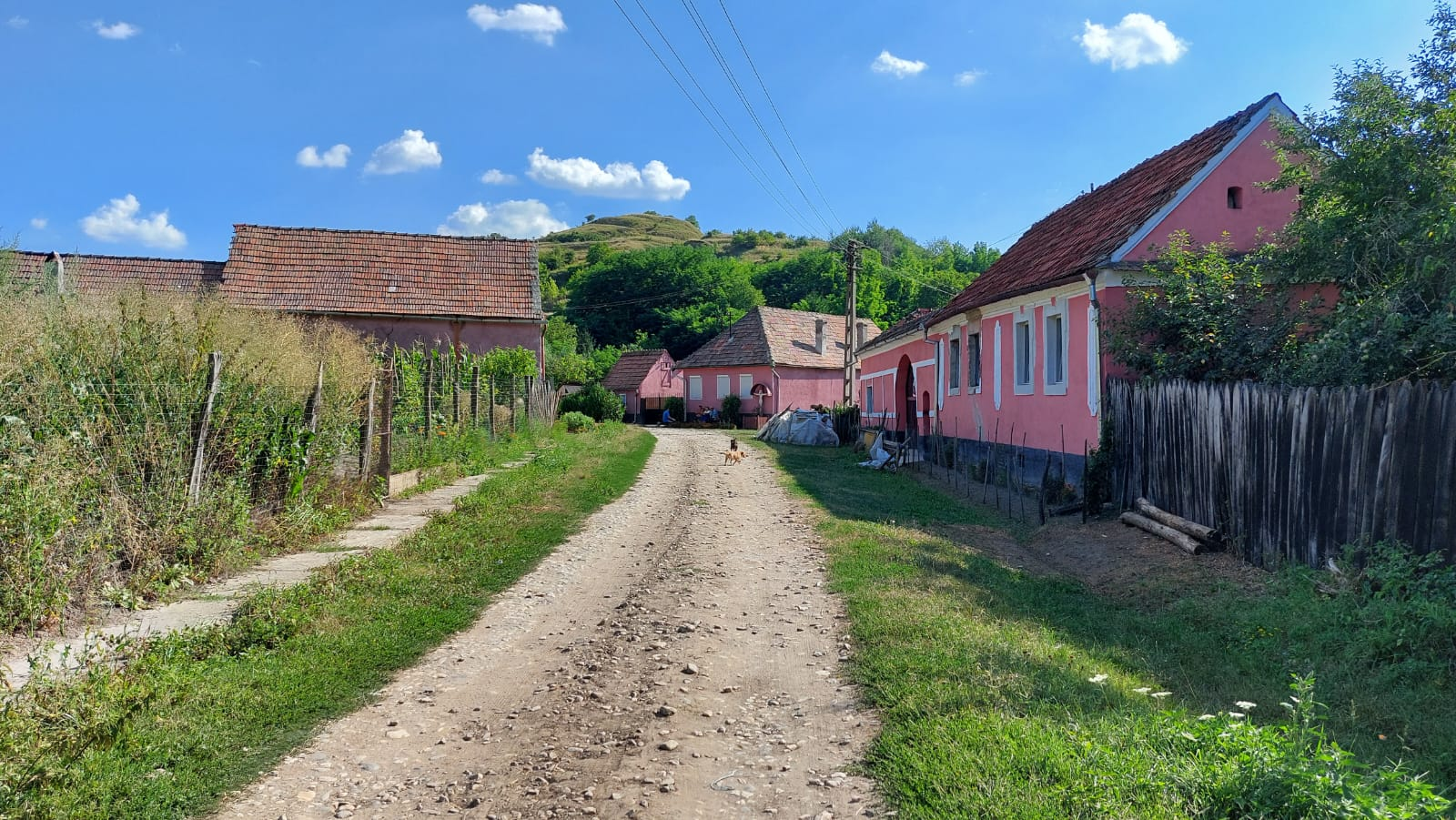
Strada Calea Carelor
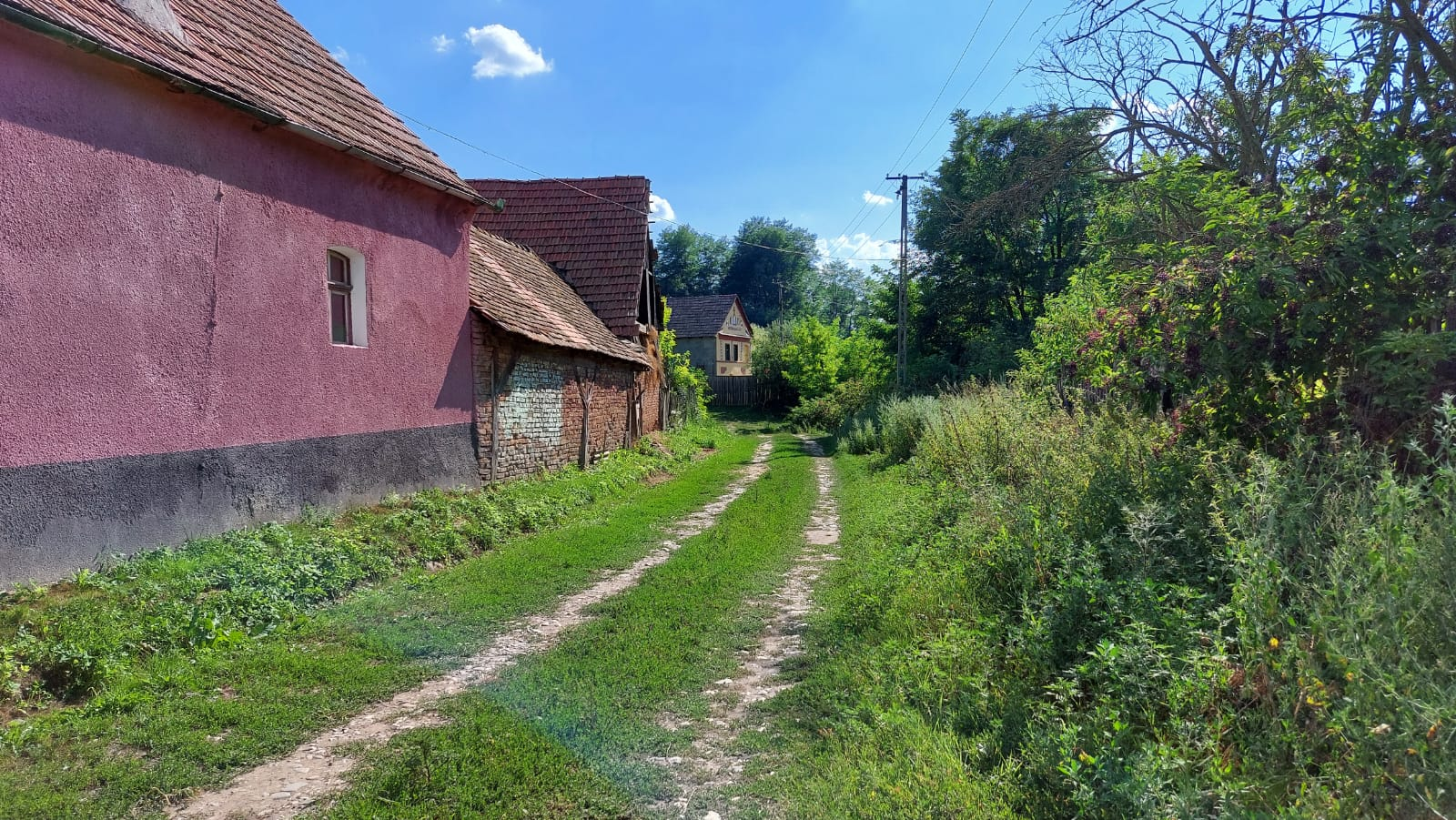
Ulita din Chesler
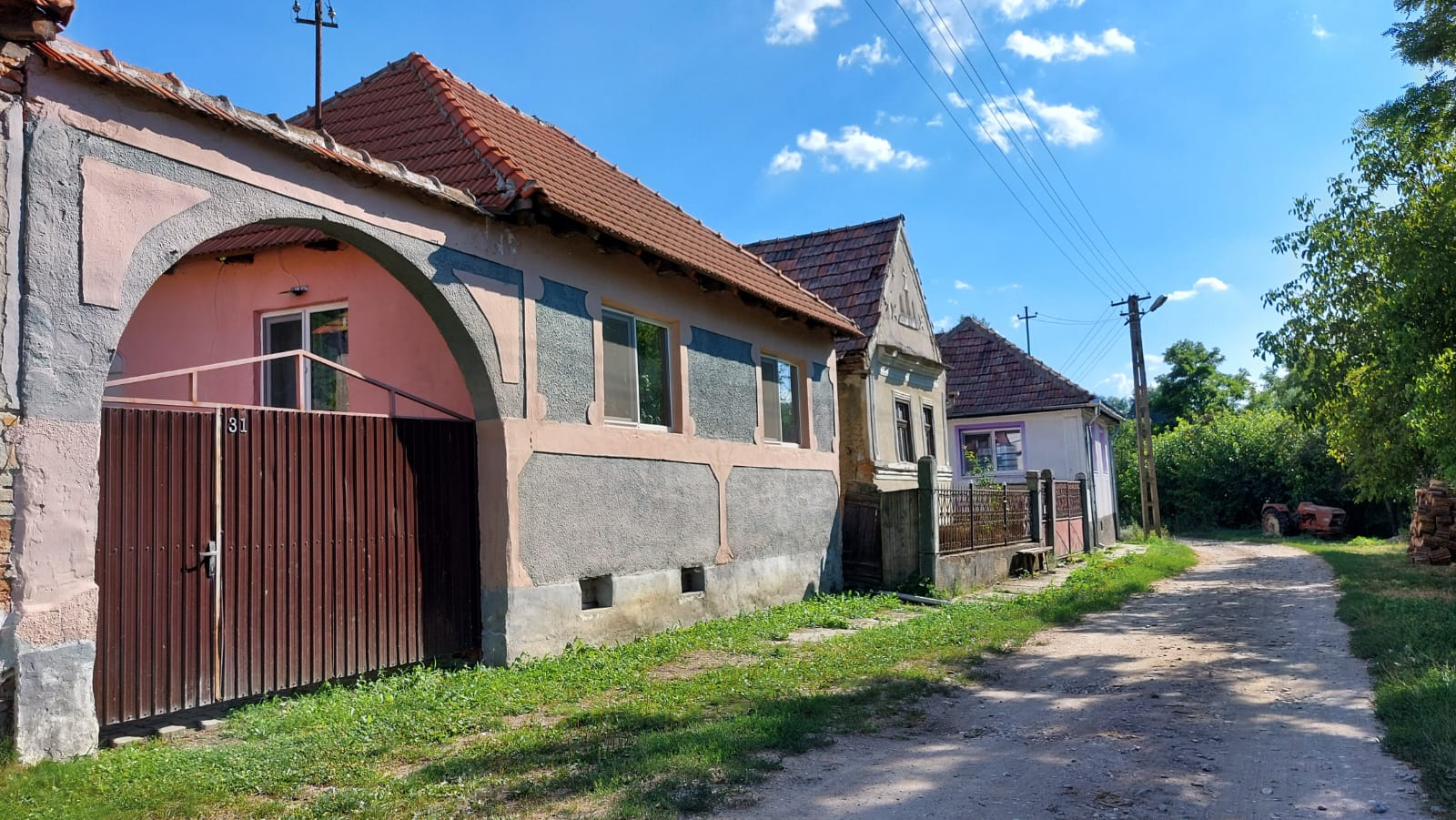
casa din Chesler
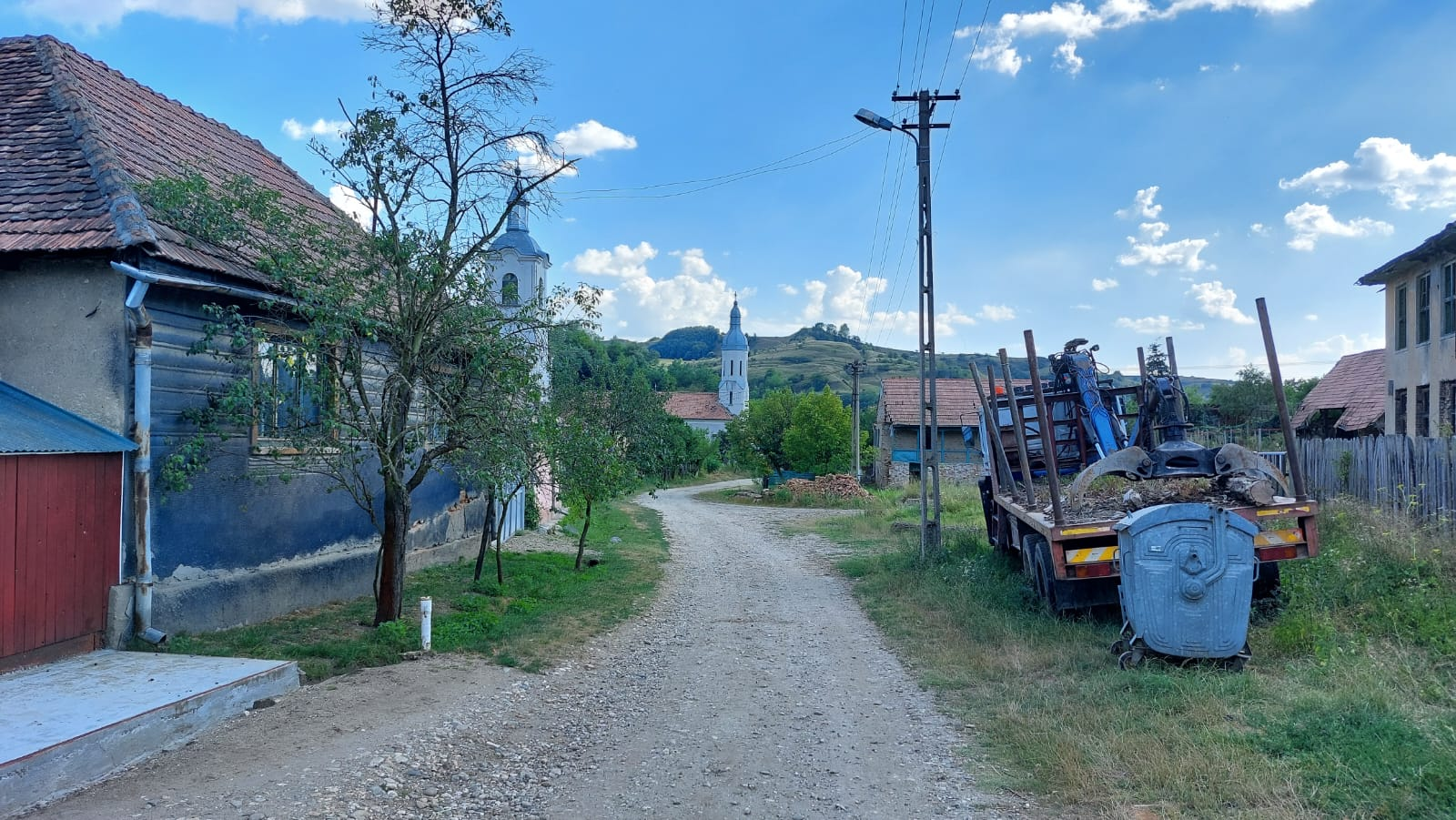
Centrul satului Chesler
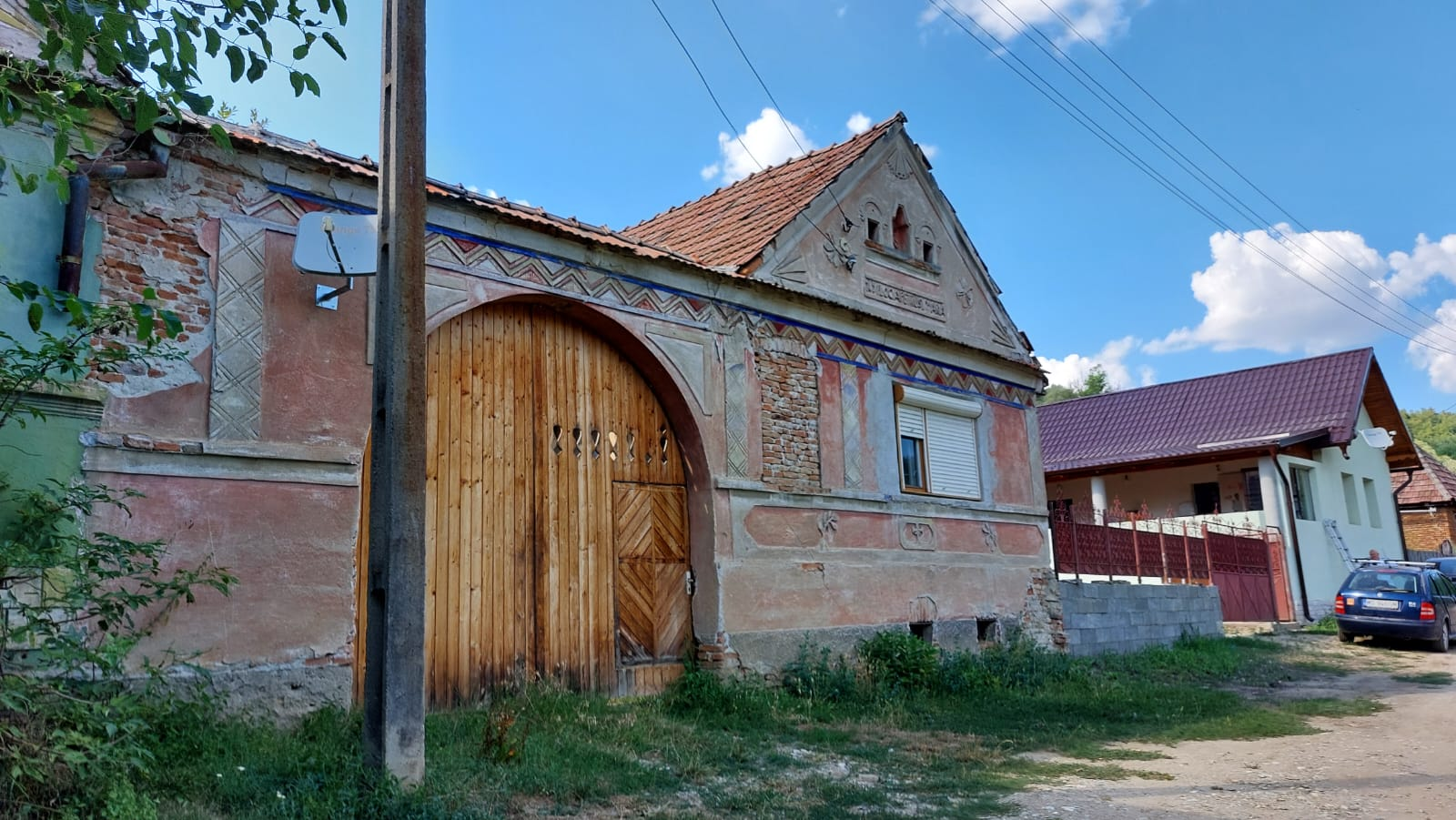
casa din Chesler
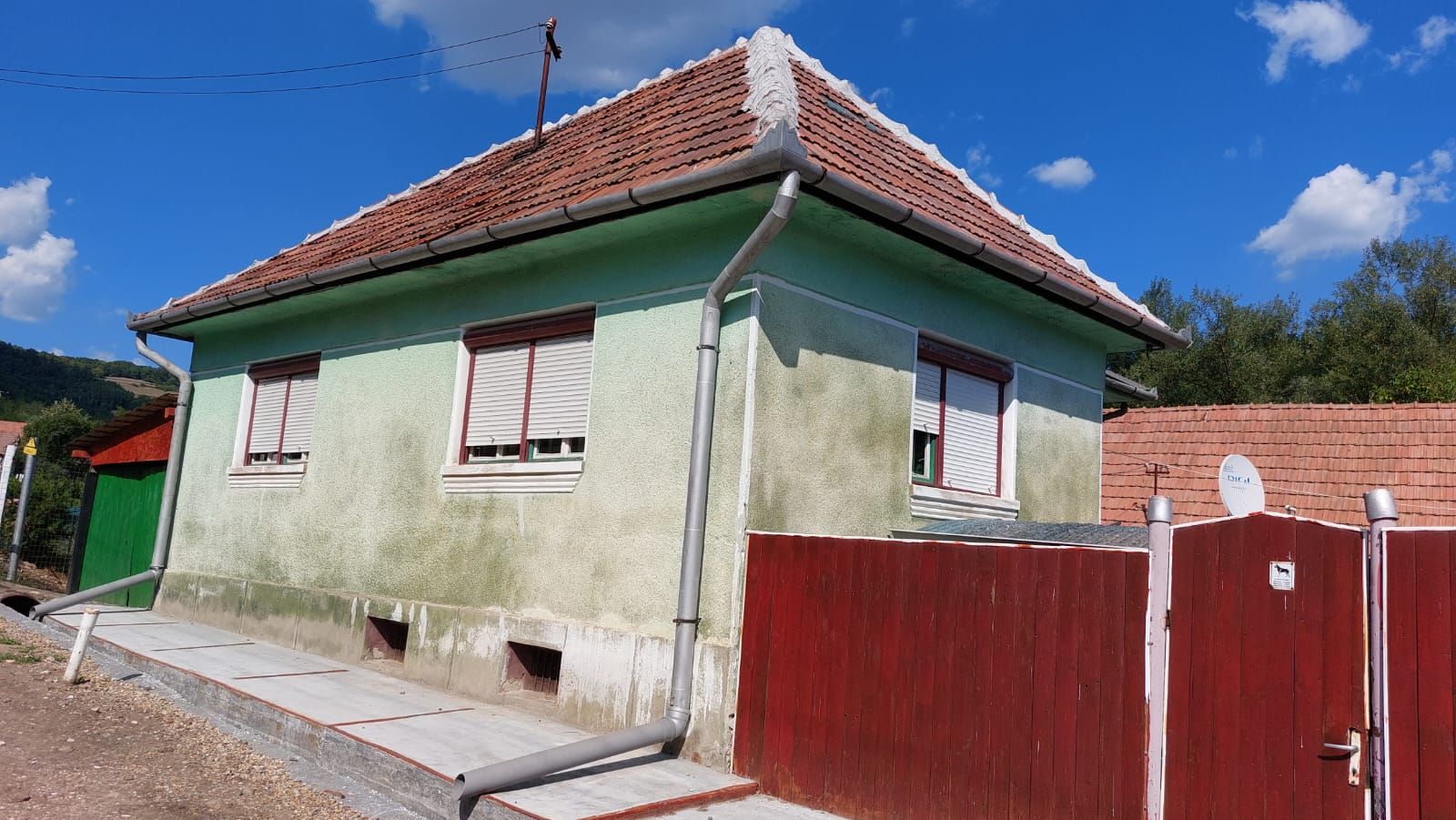
casa din Chesler
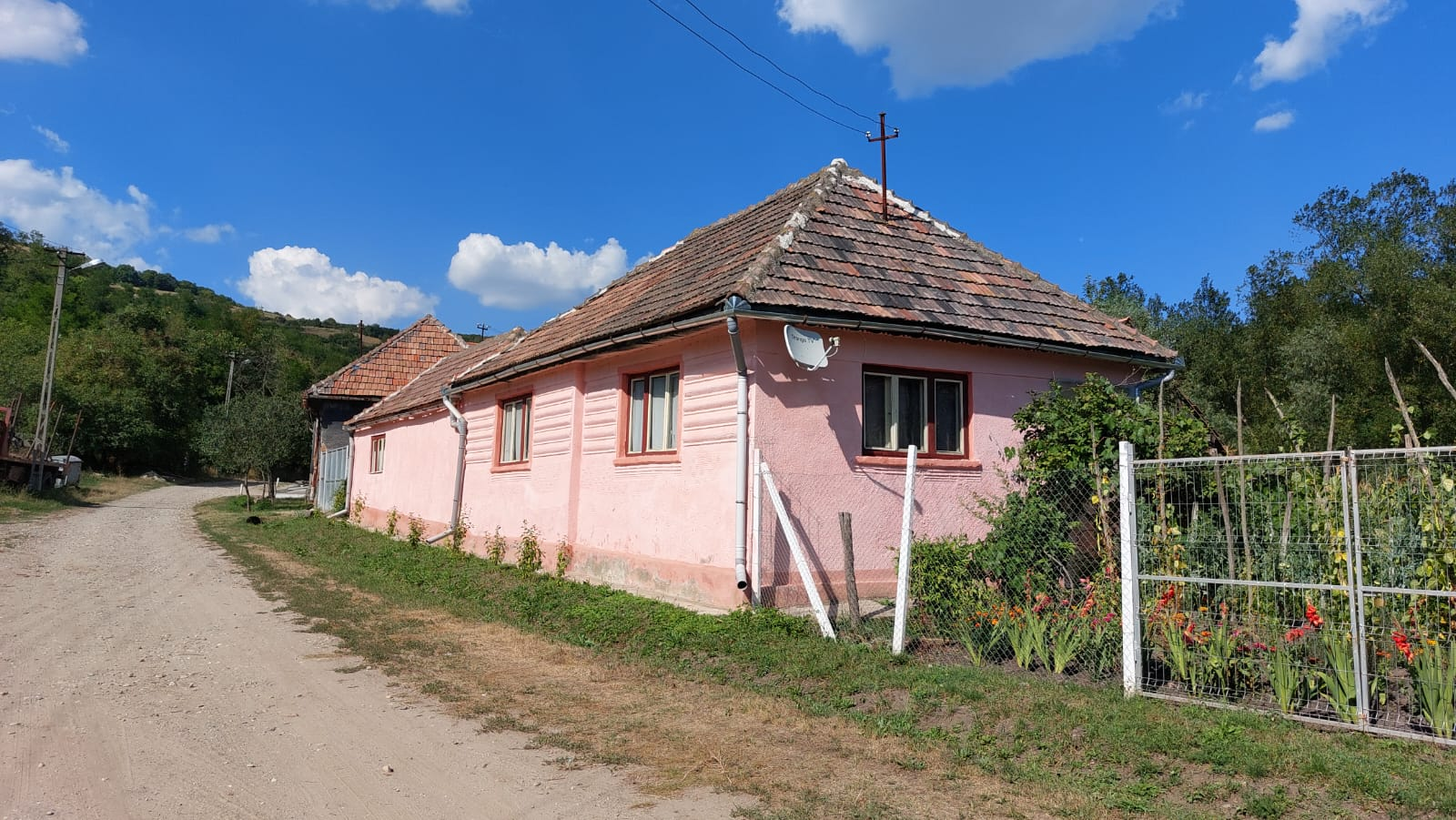
casa din Chesler
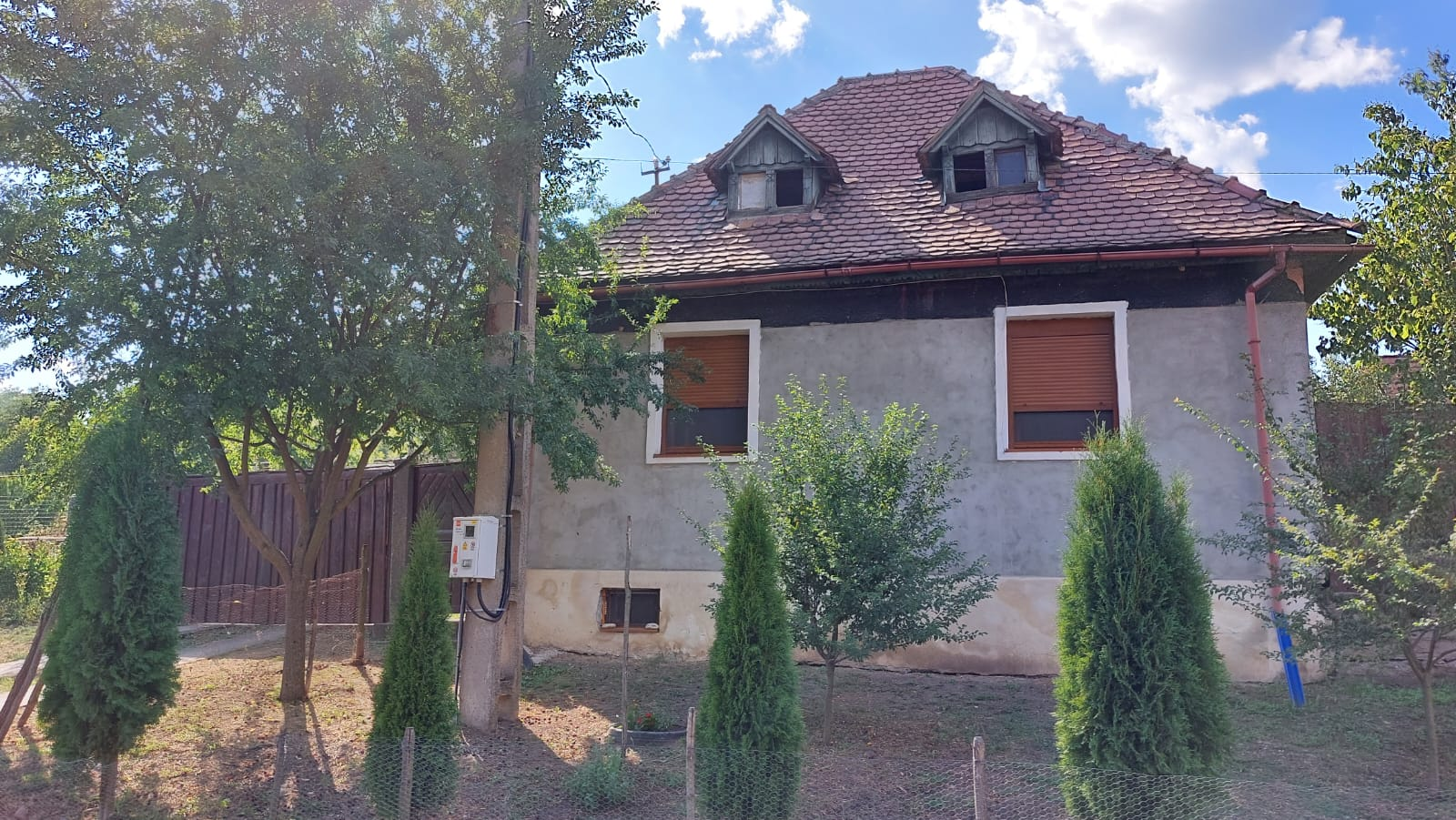
Casa din Chesler
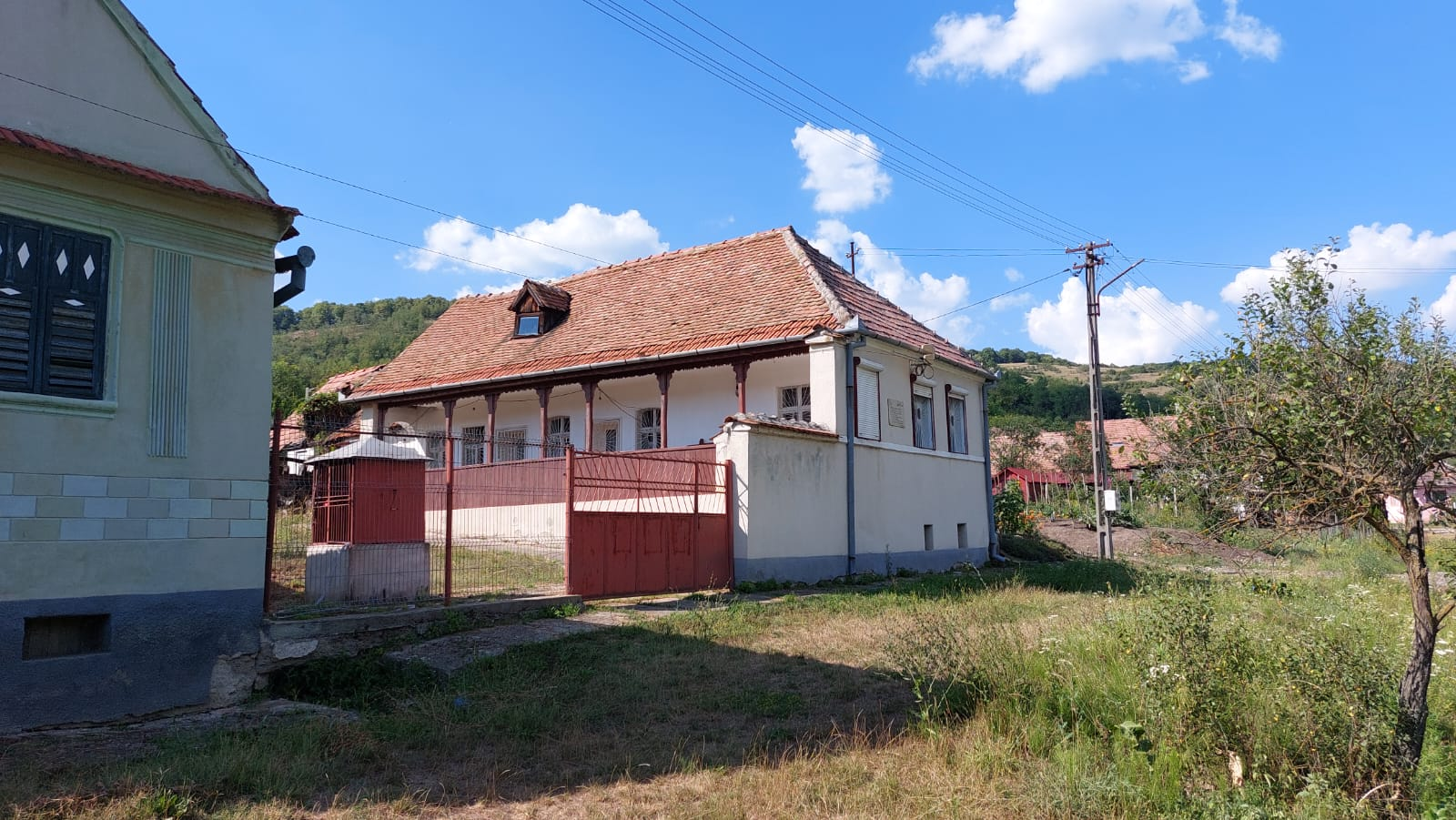
dispensar Chesler
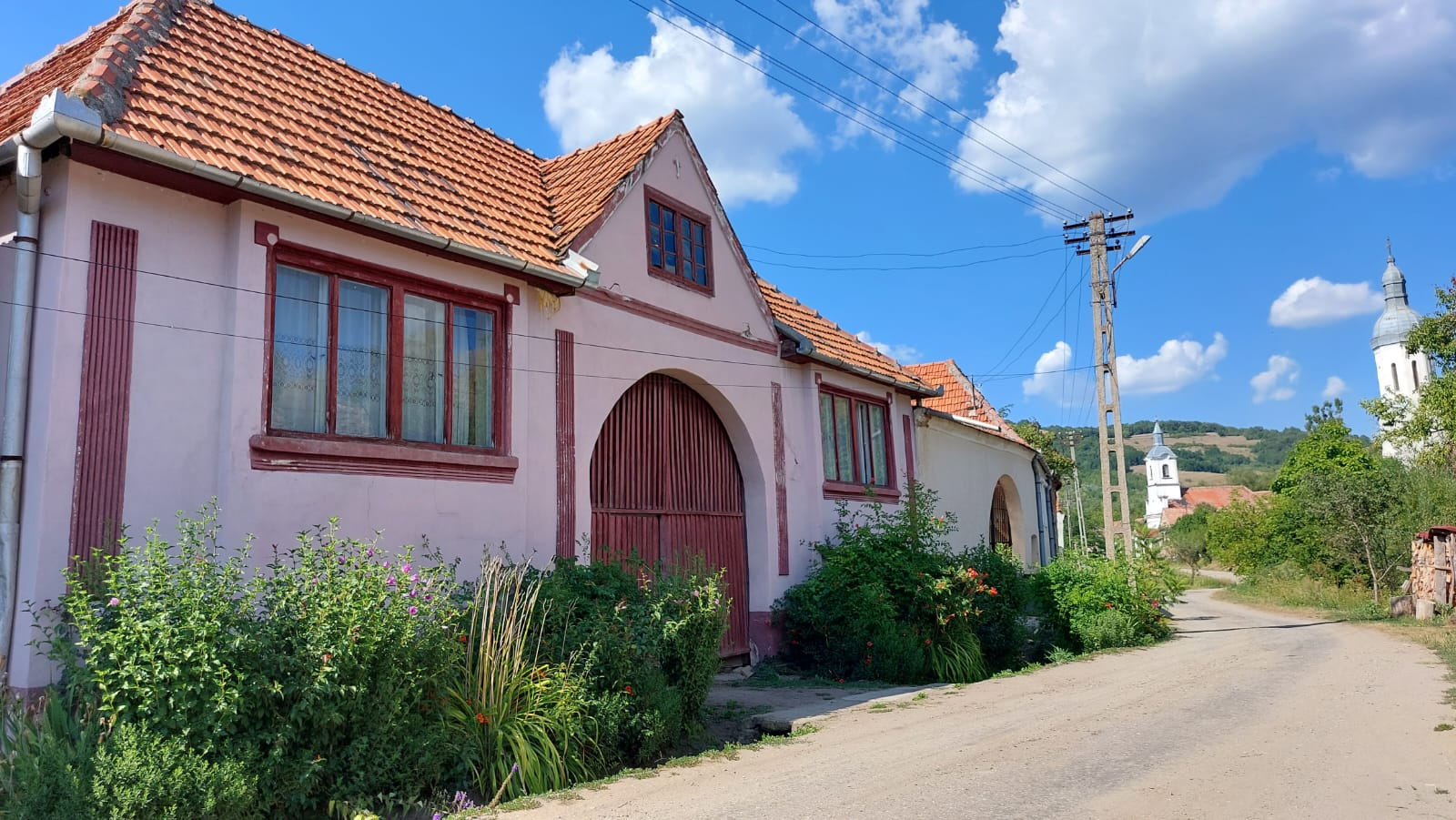
Casa din Chesler
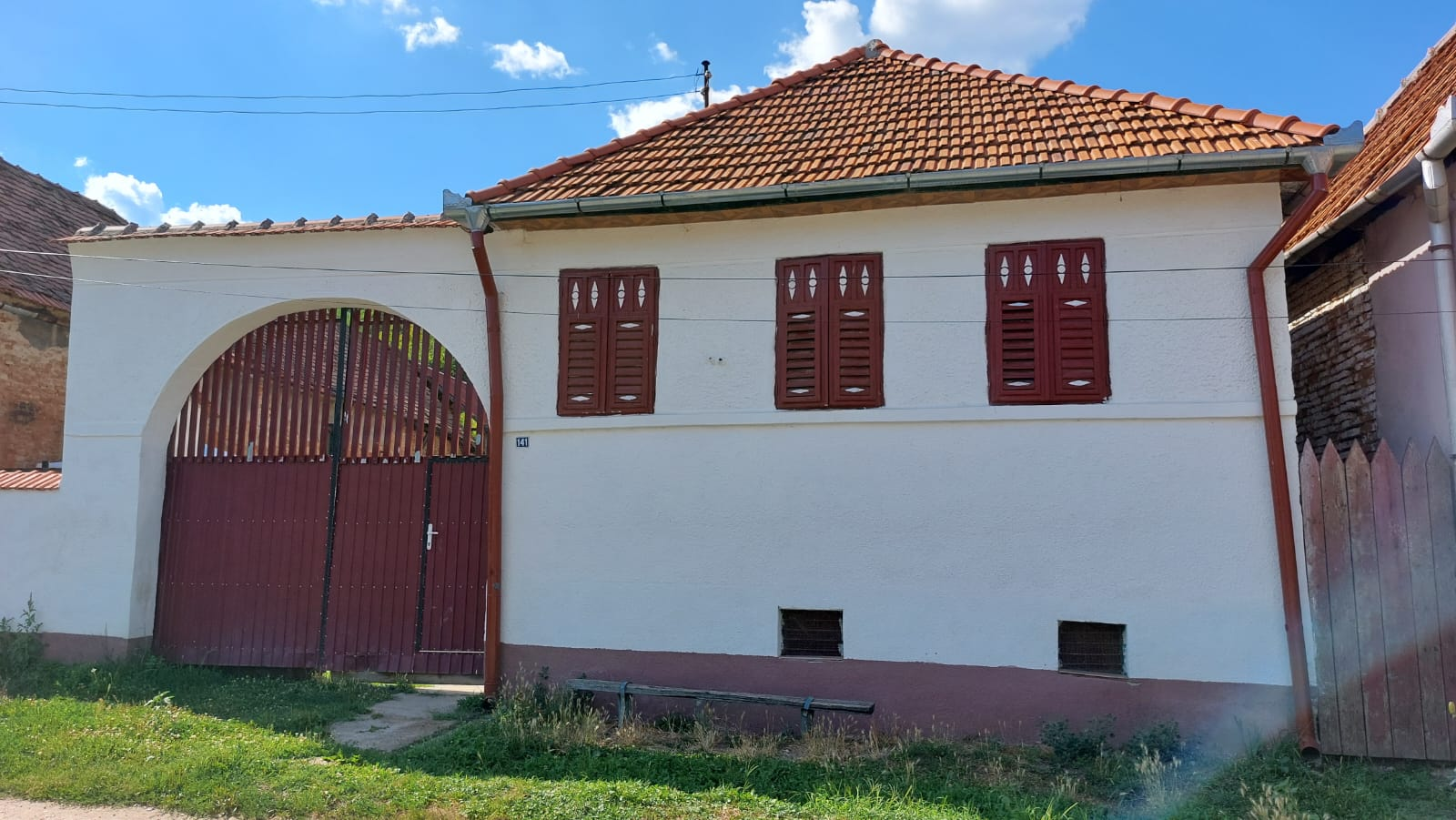
Casa din Chesler
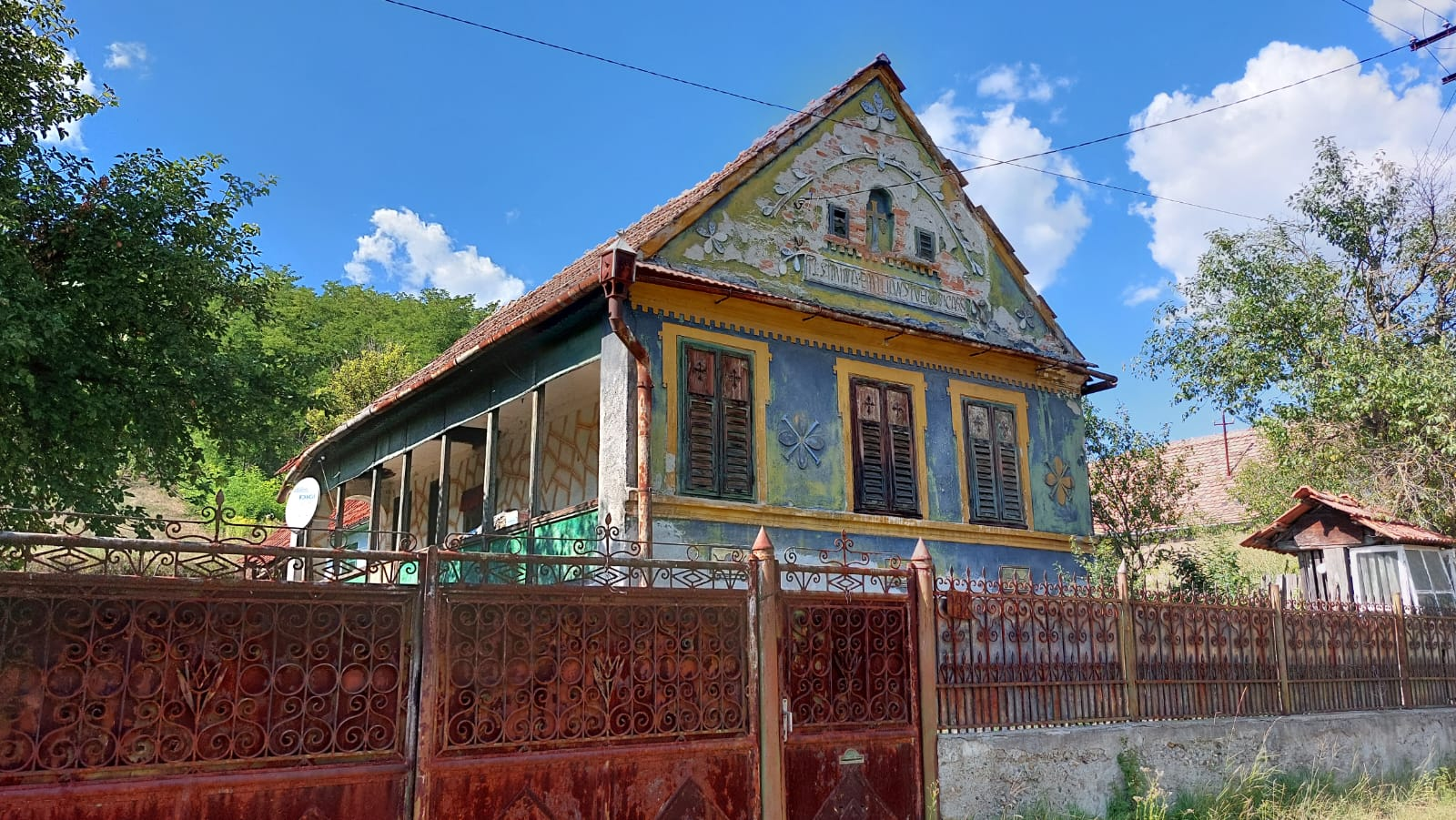
Casa din Chesler
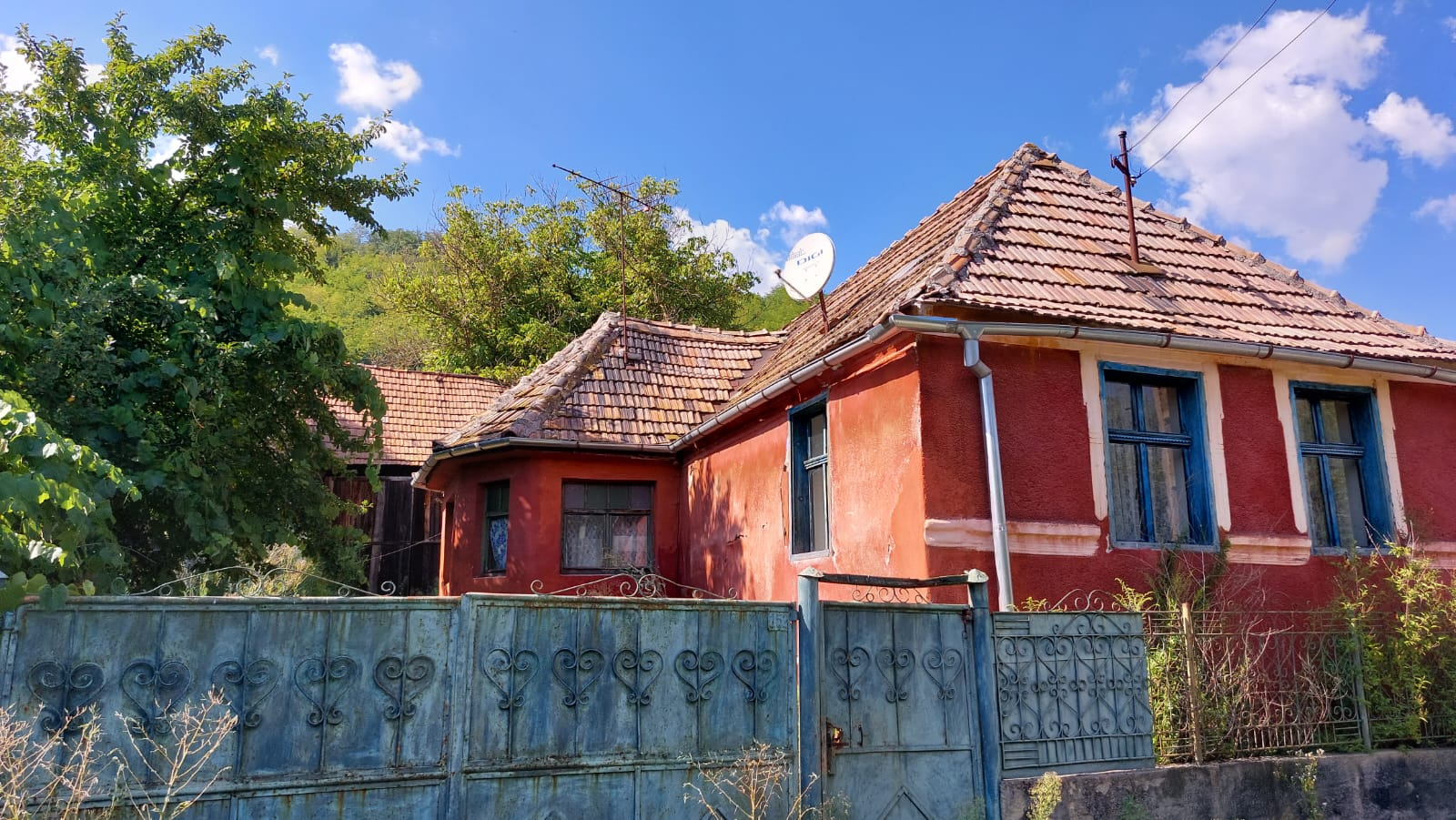
Casa din Chesler
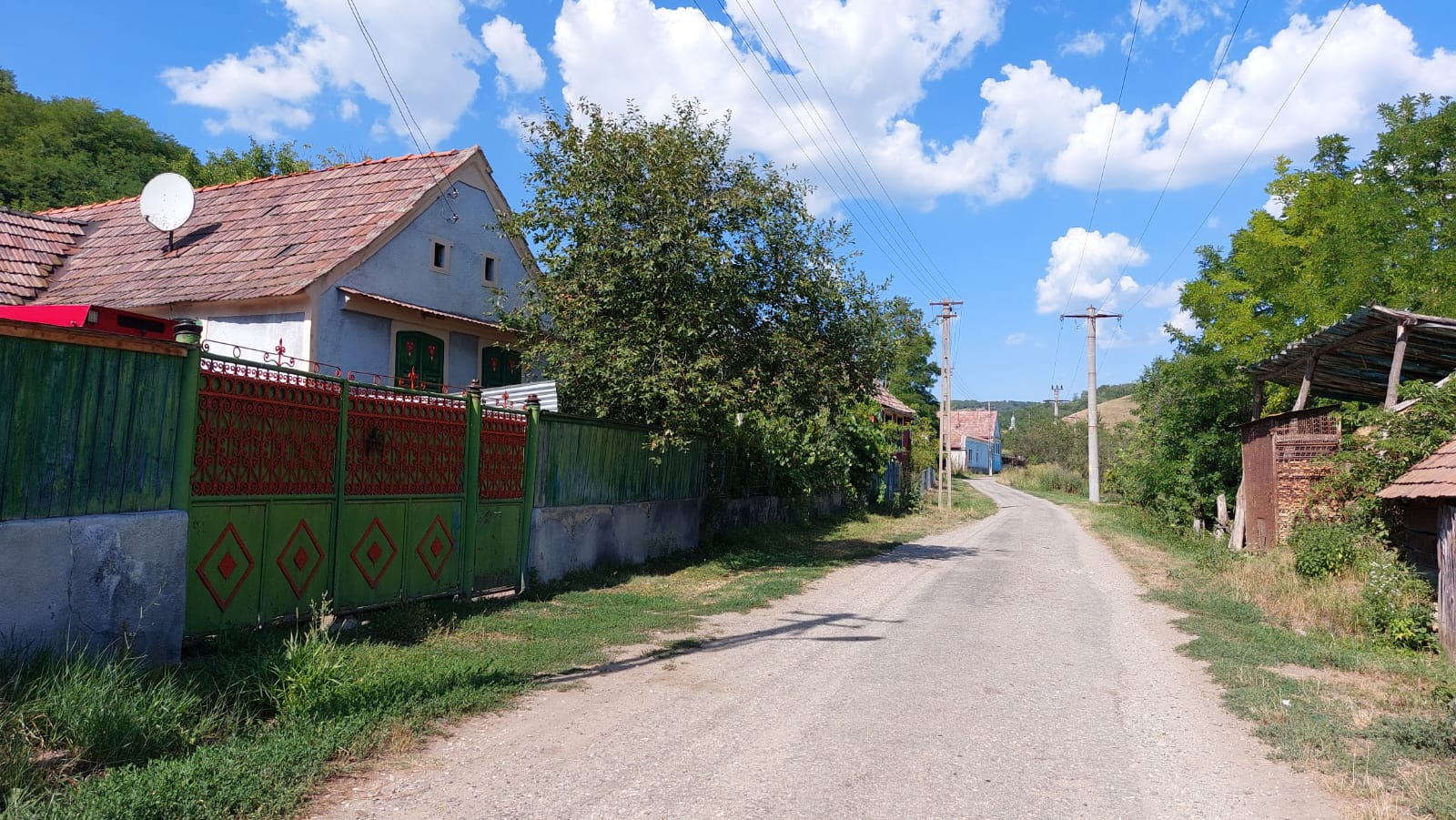
Strada Principala, Chesler
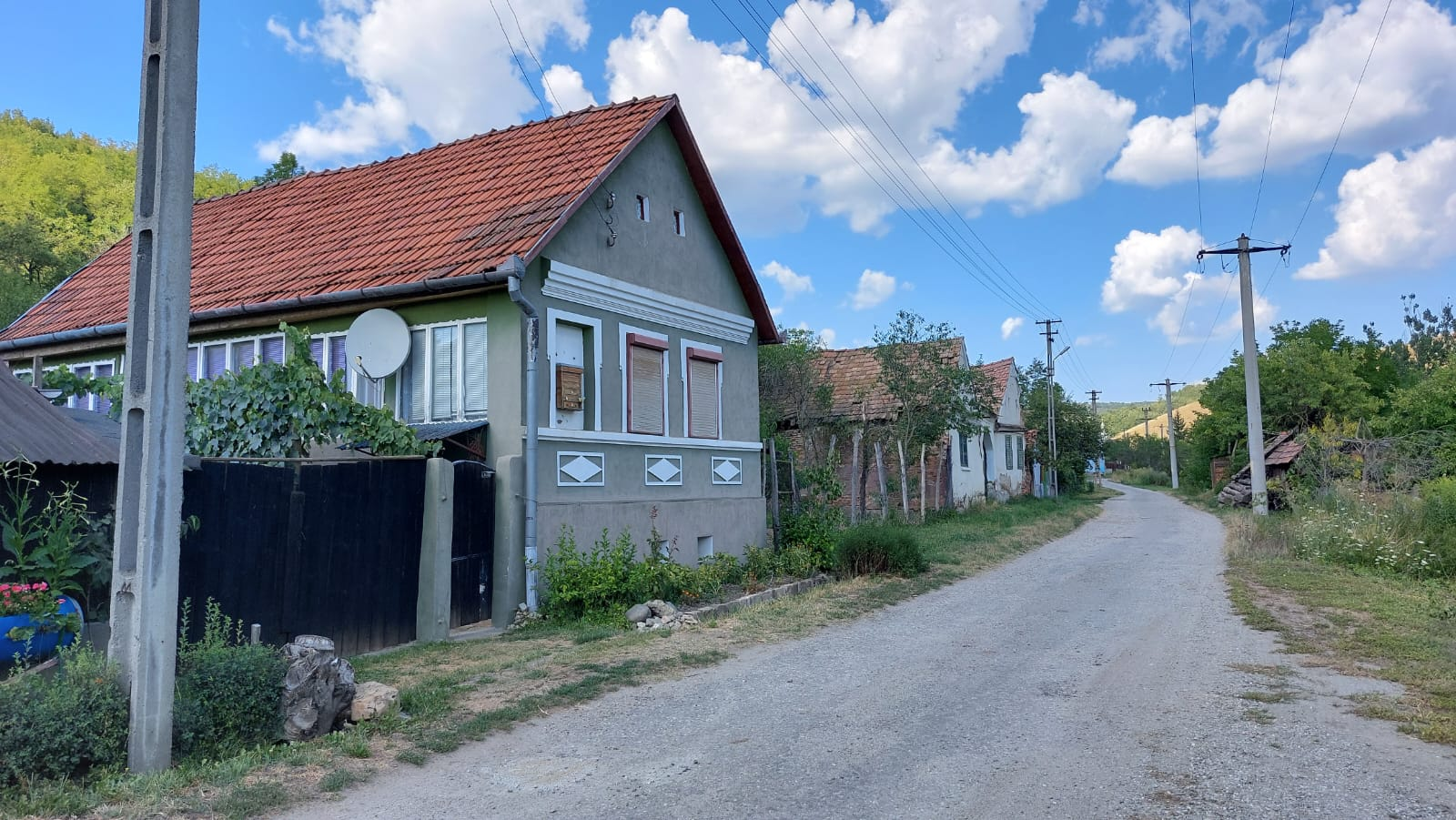
Casa din Chesler
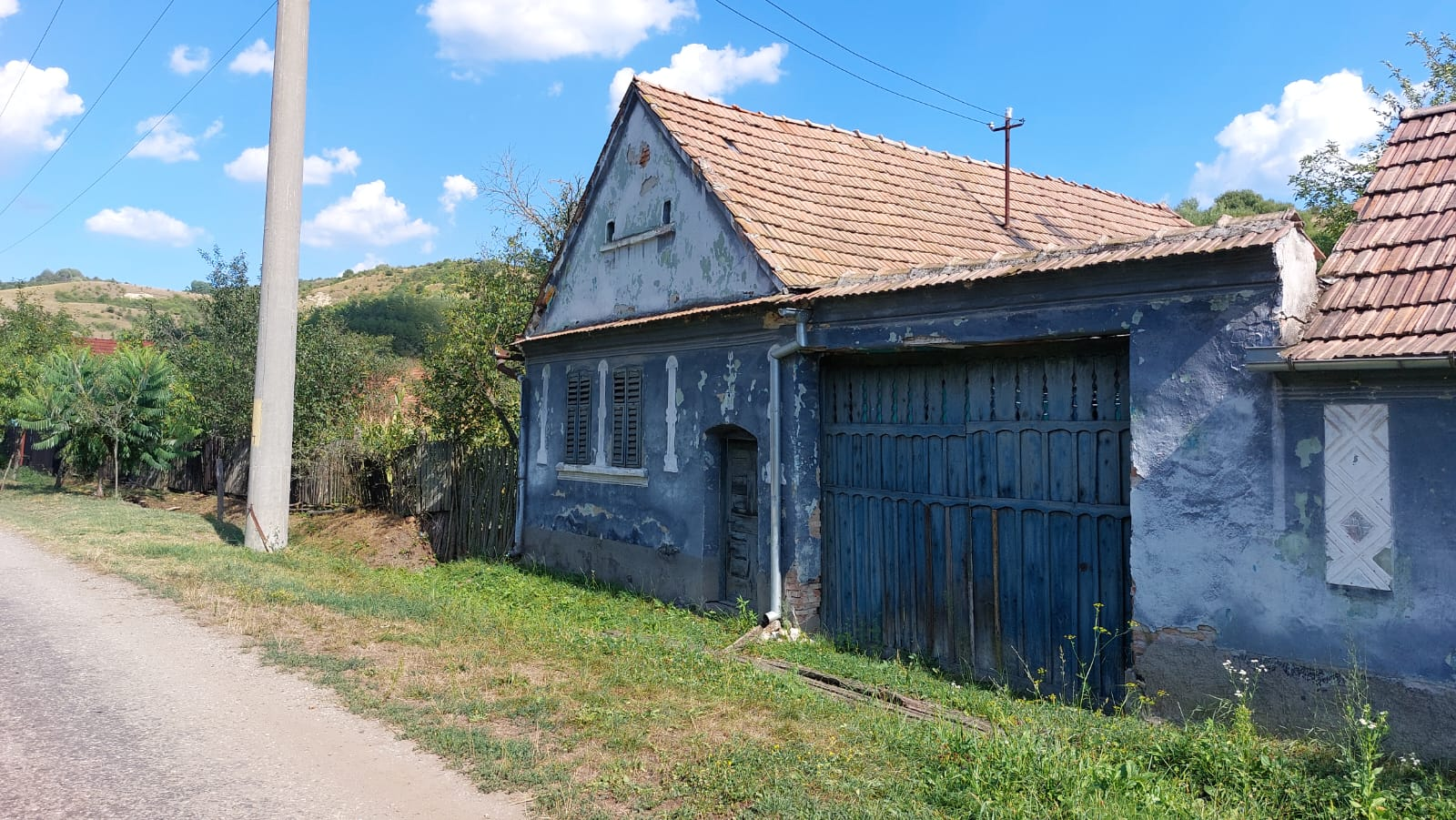
Casa din Chesler
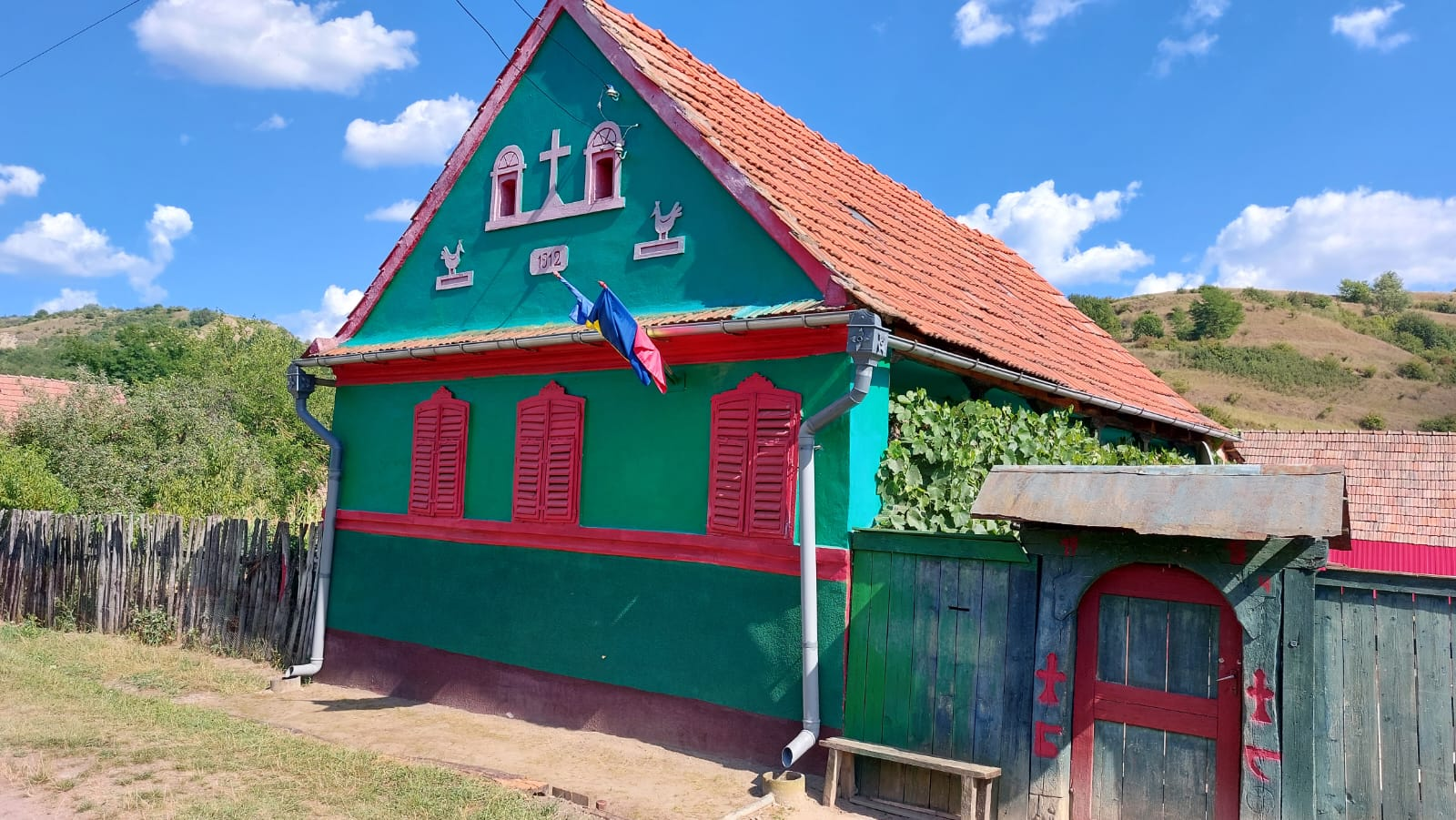
casa din Chesler din 1912
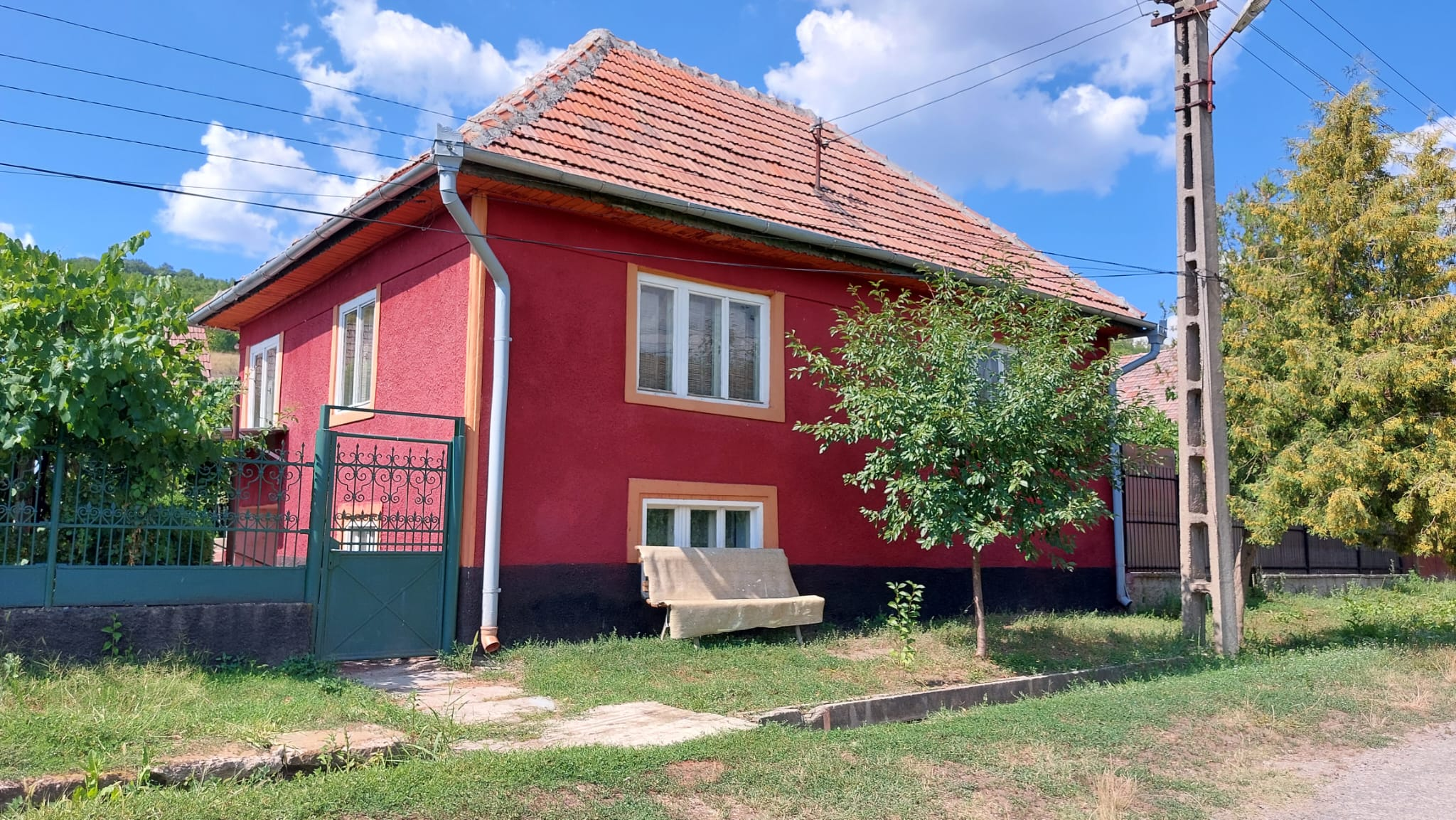
Casa din Chesler
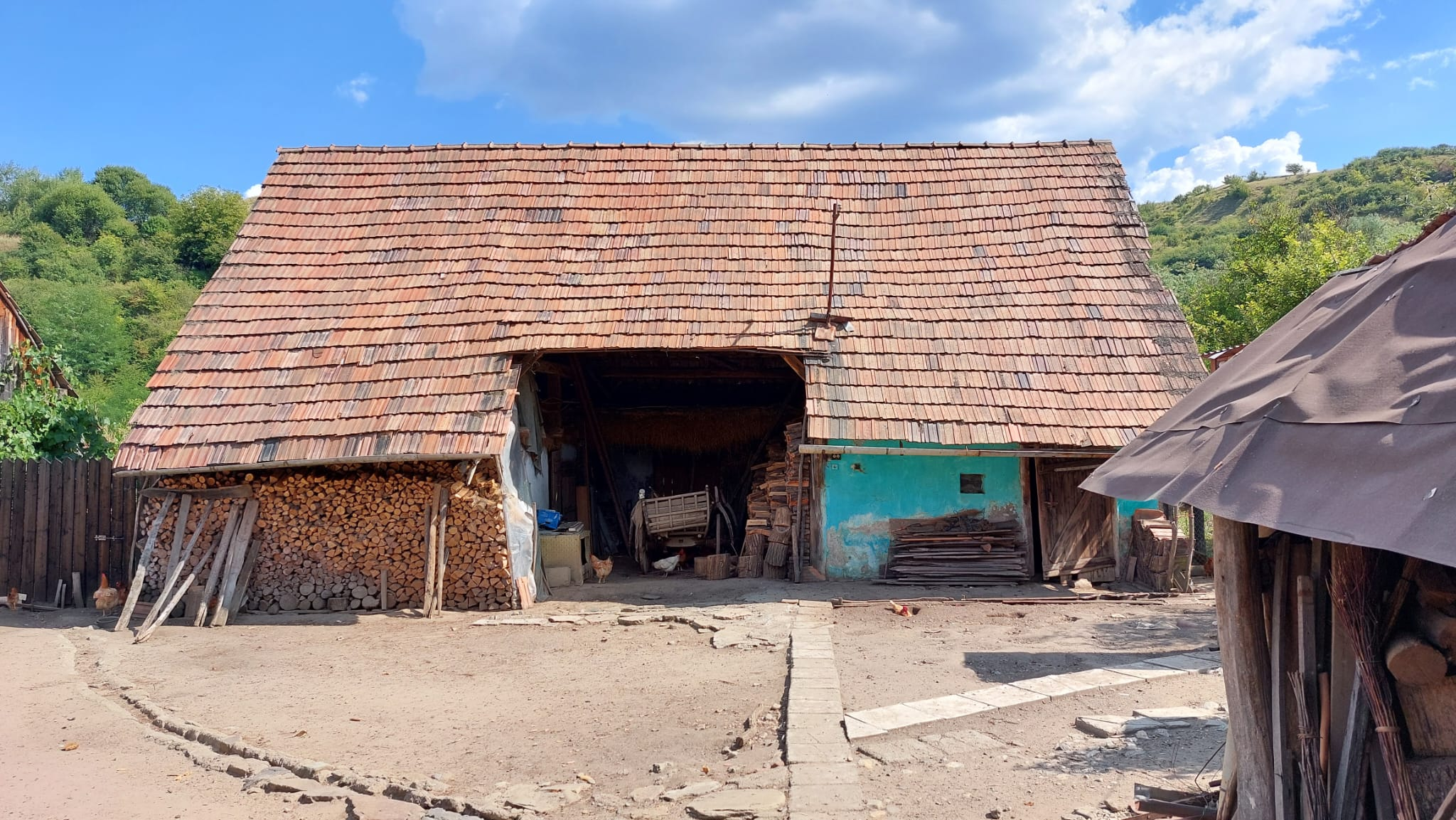
șură din Chesler
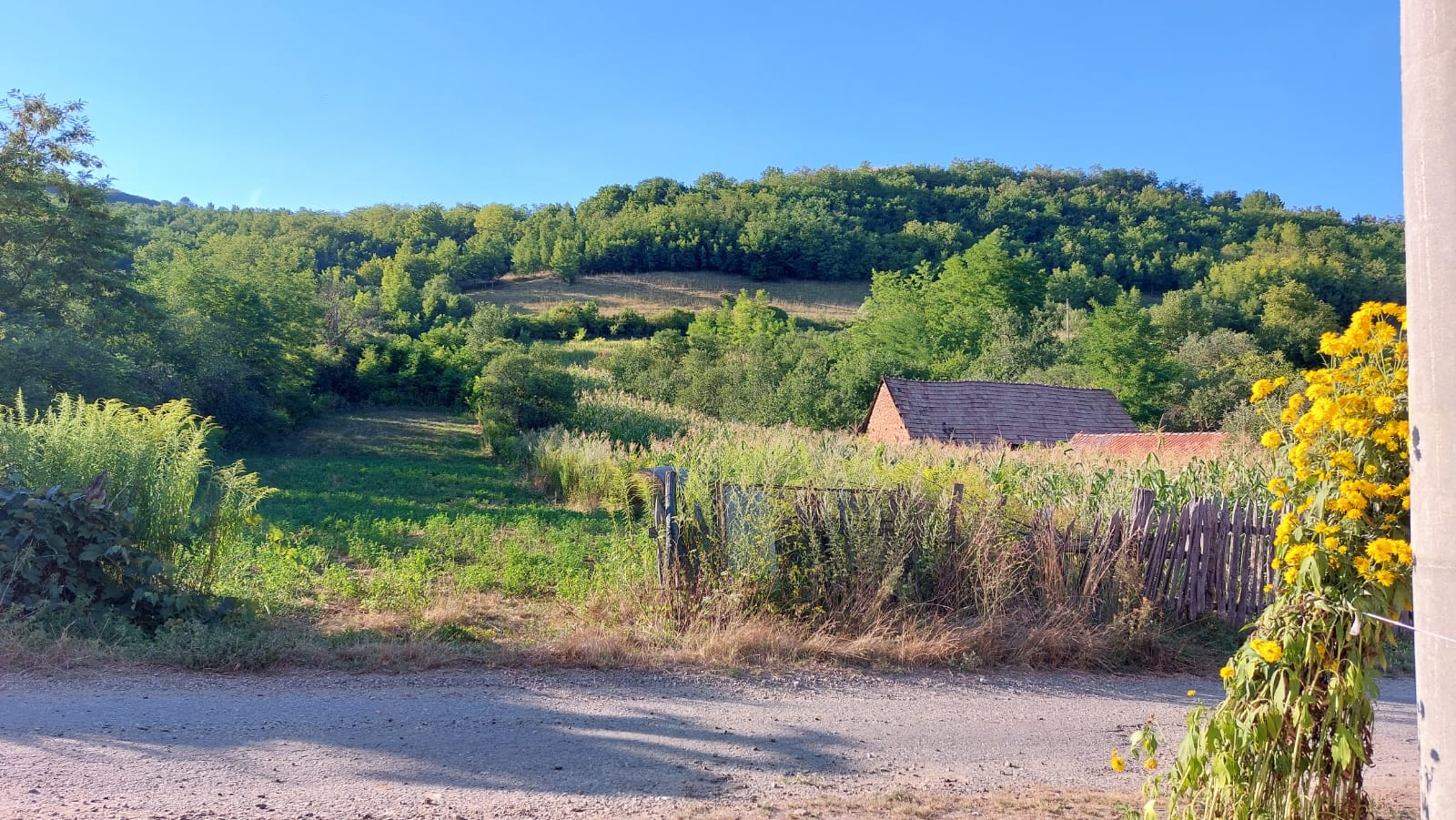
gradina din Chesler
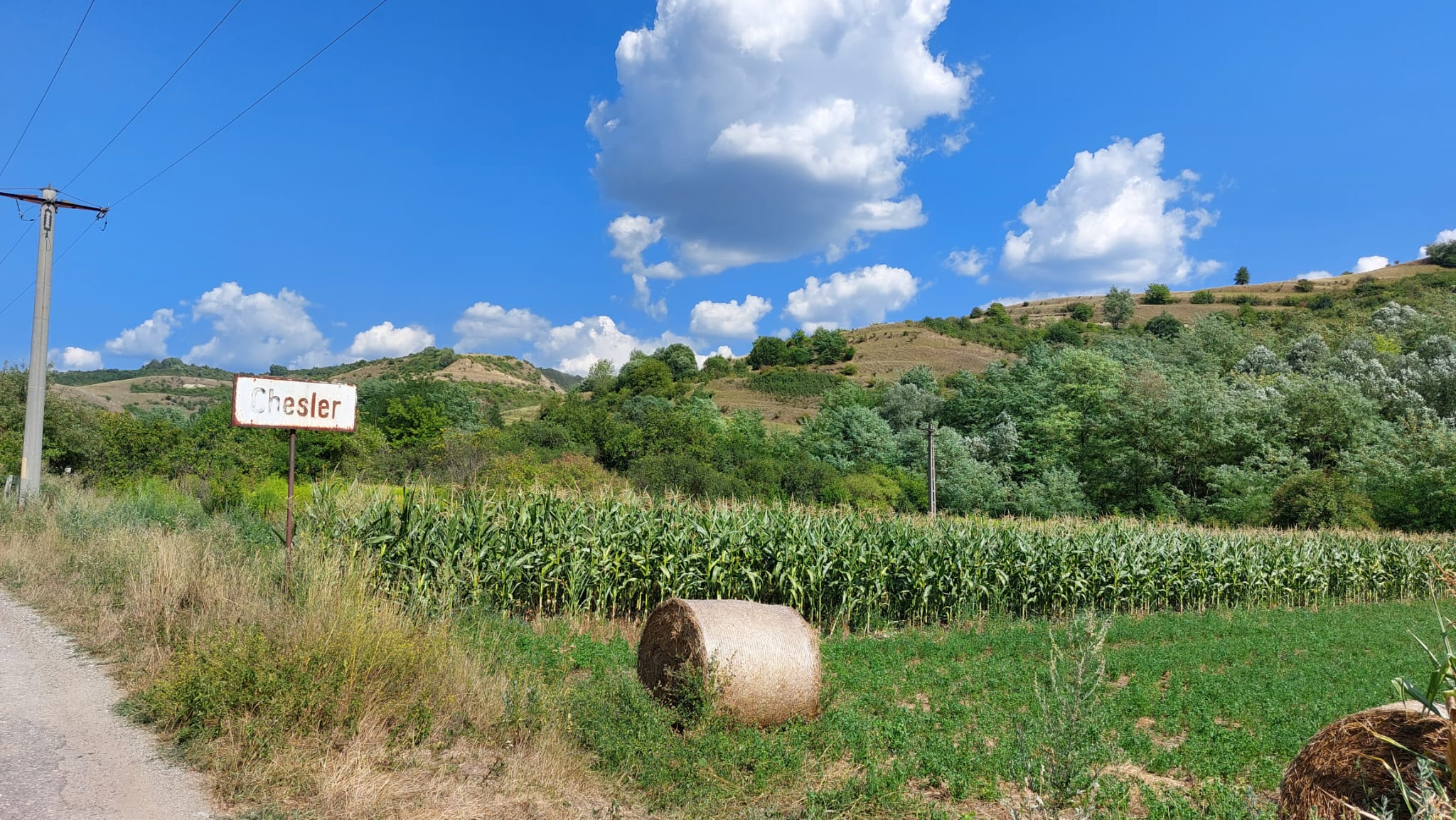
Hotar Chesler
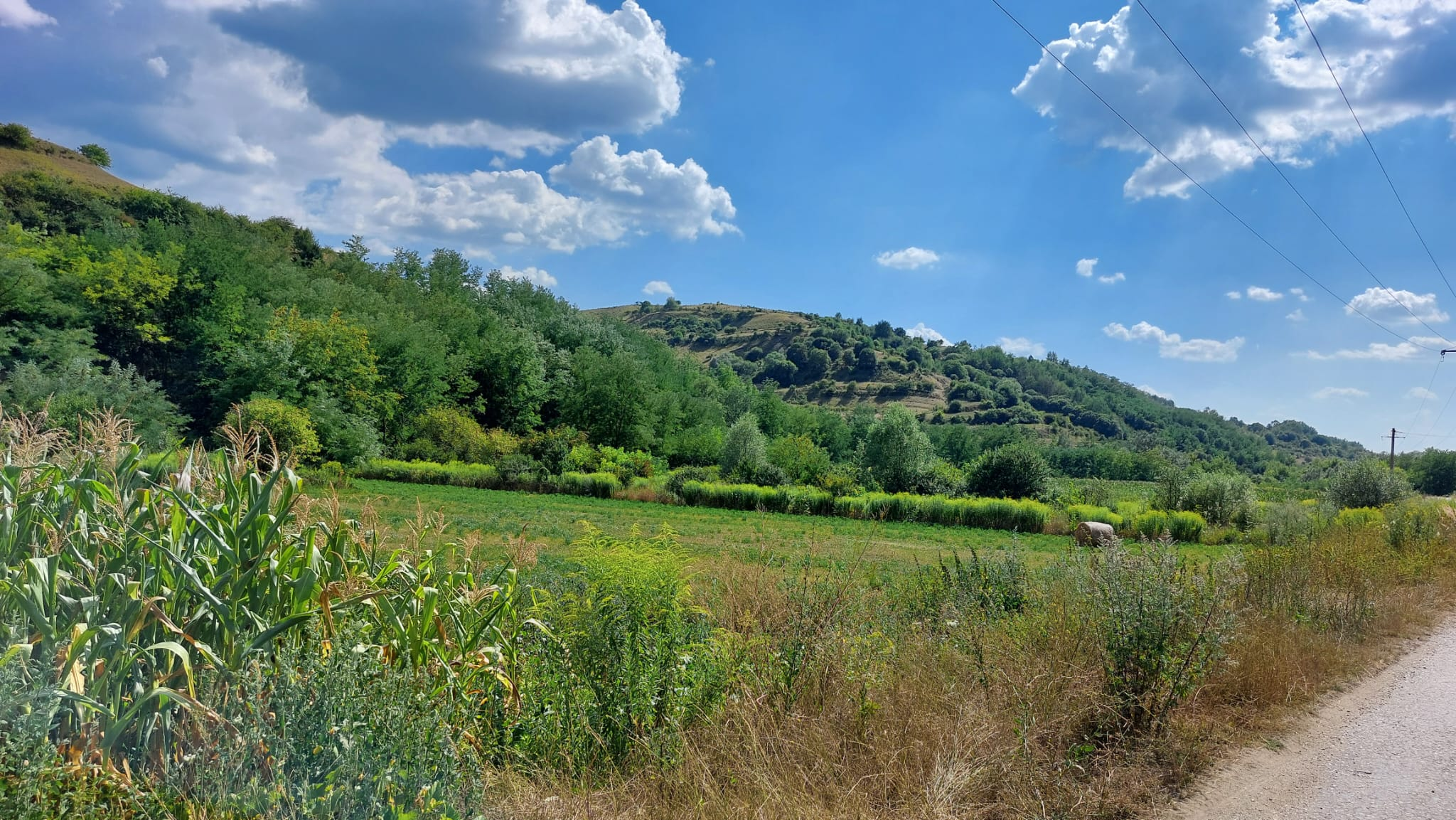
Hotar Chesler
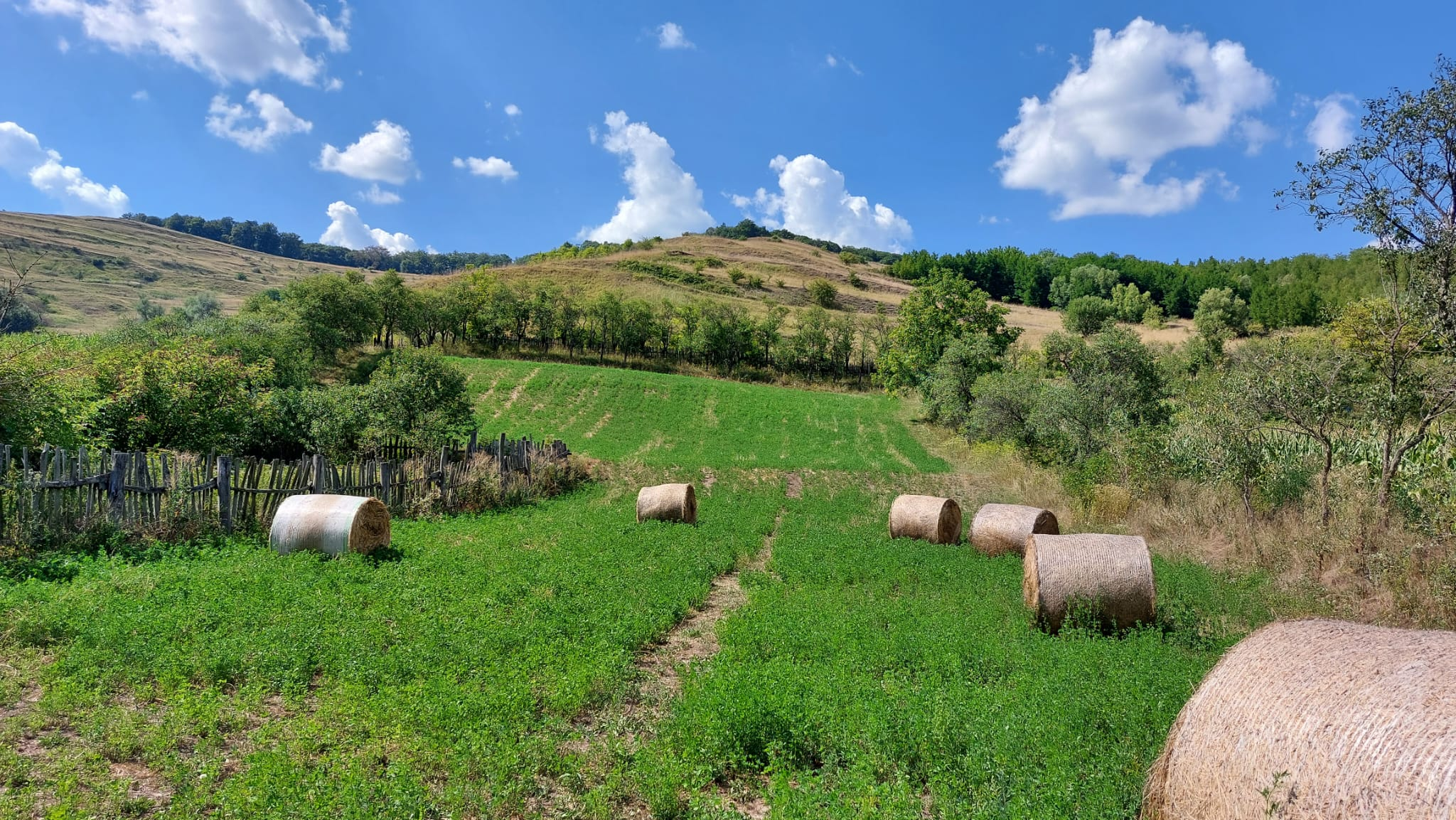
Hotar Chesler
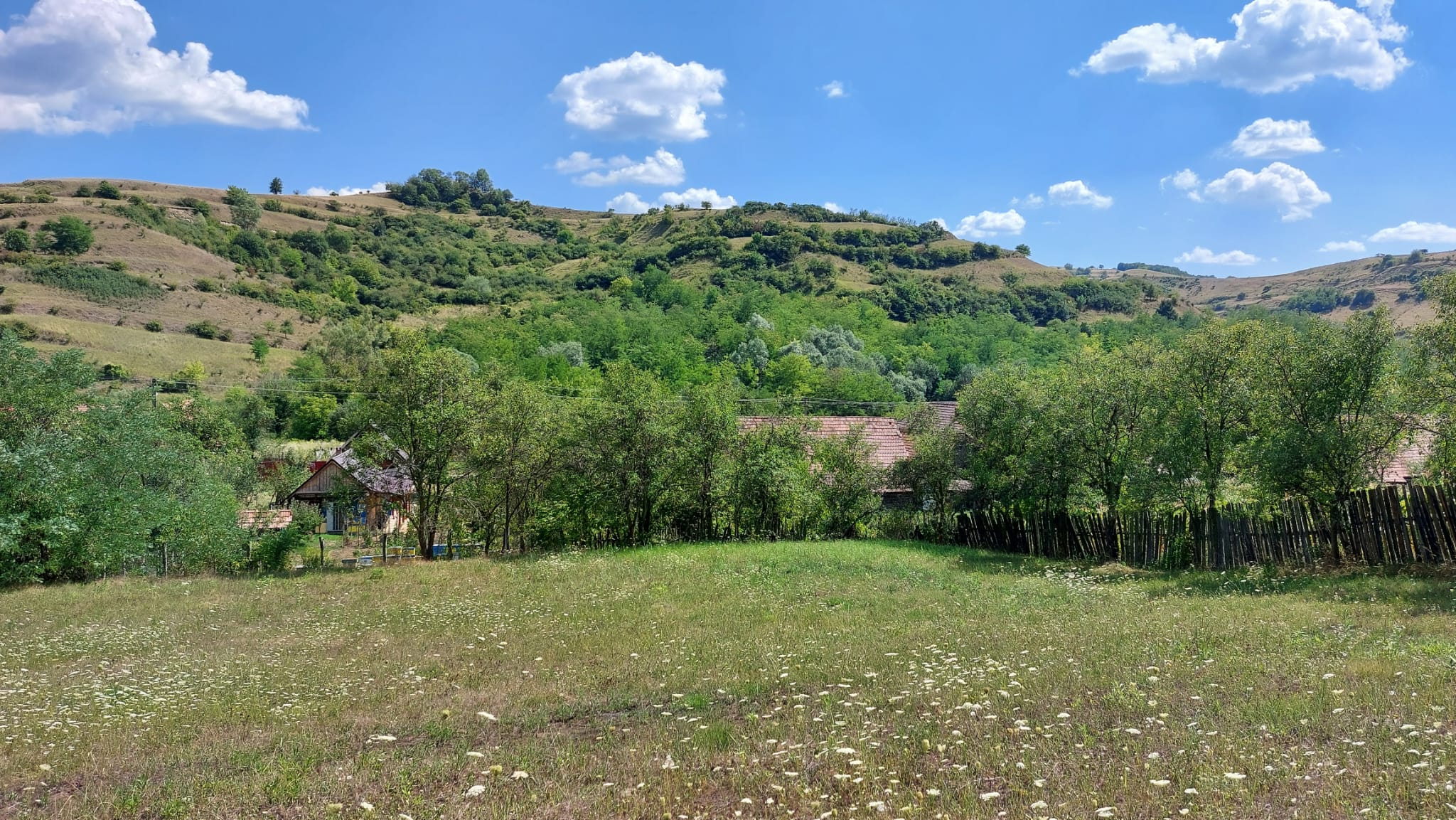
peisaj din Chesler